# Pelzkonfektionär

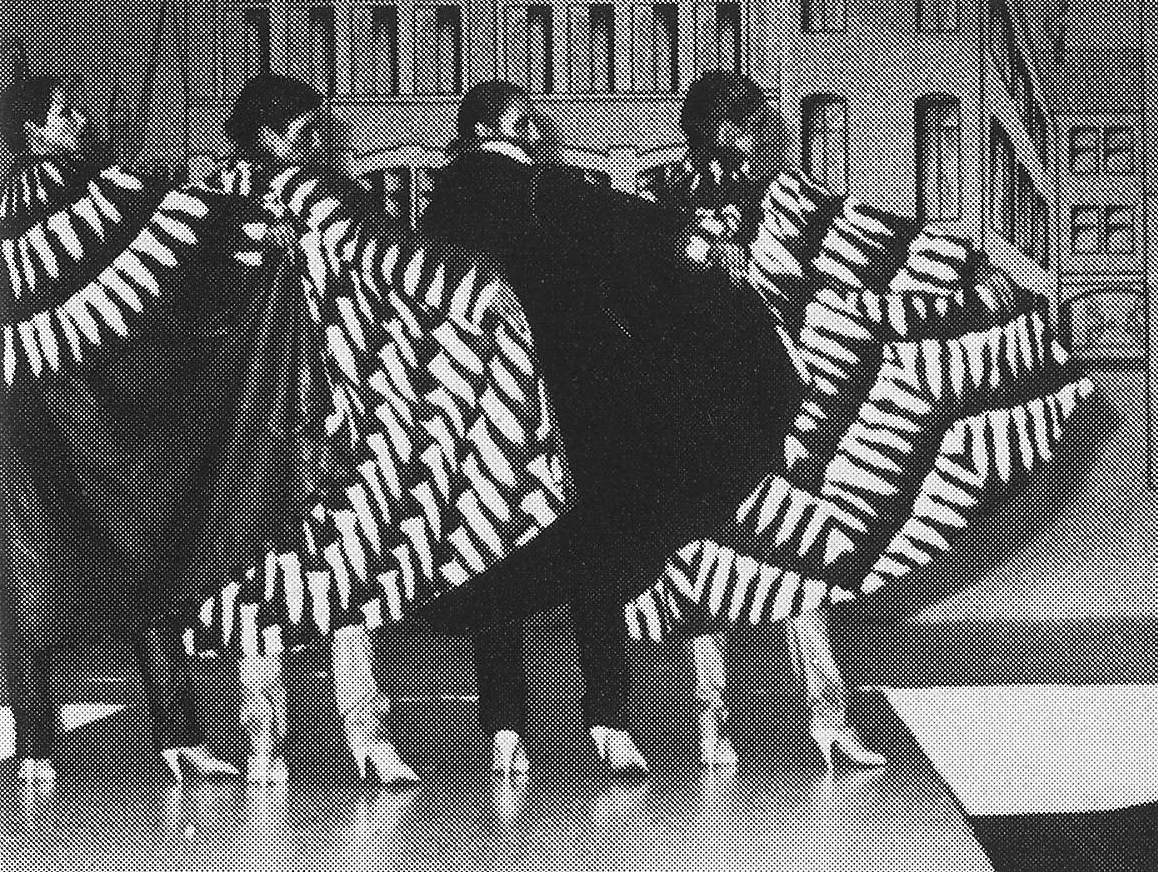
Kollektionsschau der Kölner Pelzkonfektionäre
(ca. 1980)

Pelzkonfektionäre vertreiben als Großhandelskaufleute fertig gearbeitete Pelzprodukte. Als Berufsbezeichnung meint es den Inhaber eines Pelzgroßhandelsbetriebes, umgangssprachlich dessen Unternehmen. Seine Abnehmer sind der Bekleidungseinzelhandel einschließlich Kürschnereien sowie die Kaufhäuser und Versandhäuser, über die der Verkauf an den Endverbraucher erfolgt.
Im Jahr 1966, während der Expansionszeit des Pelzabsatzes, führte der Winckelmann, das Fachverzeichnis der Pelzbranche, für Berlin 22 Pelzkonfektionäre oder Vertretungen auf, für Frankfurt am Main etwa 80.

## Geschichte
In Europa begann mit der ersten größeren Produktion von Pelzkonfektion das 1839 gegründete Haus Revillon Frères in Paris. Das Unternehmen erlangte Weltgeltung, der Firmenname Revillon blieb bis in die heutige Zeit erhalten. Weitere bedeutende erste Pelzwarenfabriken waren insbesondere die Firma Josef Toch in Wien sowie H. Wolff in Berlin.

### Deutschland, Firmengründung vor 1945 (Auswahl)
Die Berliner Pelzkonfektion begann im Jahr 1855 mit dem Unternehmen H. Wolff, das anfangs eine Fabrik für Lackhüte betrieb. Hermann Wolff hatte auf seinen Verkaufsfahrten festgestellt, dass die Kürschner, bedingt durch die hohen Preise, nur wenig Pelzmützen verkauften. Er stellte daraufhin die Herrenmützen und auch Muffe fabrikmäßig her. Nach anfänglicher Zurückhaltung der Kürschnerkunden war er damit überaus erfolgreich. Zu Beginn hatte die Firma kaum Konkurrenz. Ein zweites Unternehmen, Abrahamsohn und Reschofsky, entstand und gelangte schnell zu Ansehen und Bedeutung, anfangs noch getrennt, dann in einer Firma vereint. 1871 kam in Berlin der Niederländer Abraham Citroen hinzu. Häufig nahmen Fellhändler im Laufe ihres Bestehens Pelzkonfektion in ihr Angebot auf oder entwickelten sich sogar zu reinen Konfektionären, dagegen wurde nur sehr selten ein Mitglied der Konfektionsbranche Rauchwarenhändler.
Die Berliner Damenkonfektion und mit ihr die Pelzkonfektion hatten zu einem ganz erheblichen Teil jüdische Inhaber. Nach der Machtübernahme im Jahr 1933 und der Judenverfolgung durch die Nationalsozialisten gaben sie ihre Unternehmen auf, oder sie wurden von „arischen“ Geschäftsleuten übernommen, in der Regel und auf staatliche Weisung ohne Fortführung des auf den bisherigen jüdischen Besitzer hinweisenden Firmennamens.
Die Geschichte der Pelzkonfektion und des Rauchwarenhandels, insbesondere in Berlin, wurde von Philipp Manes (geb. 1875; ermordet 1944) festgehalten. Als Funktionär des Berliner Pelzverbands, Autor für die Zeitung Der Rauchwarenmarkt, Vertreter für Fellhandelsfirmen usw. hatte er engen Kontakt mit den Inhabern und Mitarbeitern der Firmen der Pelzbranche. Er schaute hinter die Kulissen und berichtete in seiner Branchenchronik über Vorgänge und Zusammenhänge, die in keiner Firmendarstellung zu lesen sind. Als Jude konnte er die letzten Jahre, bevor er 1942 in das KZ Auschwitz-Birkenau verschleppt und umgebracht wurde, nicht mehr beruflich tätig sein. Schon immer besonders arbeitsam und engagiert, nutzte er diese Zeit, um trotz seiner stark geschrumpften Informationsmöglichkeiten, mit seinen privat verbliebenen Unterlagen und anhand der persönlichen Erinnerung, die Mitglieder der Pelzbranche nicht in Vergessenheit geraten zu lassen. Er erlebte noch das Verschwinden aller jüdischen Betriebe oder ihrer Inhaber, enthielt sich aber in dem 4-bändigen, 1941 beendeten Werk, sicherlich zum Selbstschutz, jeder offenen Kritik am System des Nationalsozialismus, das ihm in seinem mörderischen Umfang auch noch kaum bekannt sein konnte. Jedoch hatten fast alle, ihm eng vertrauten, nach der Machtübernahme zwangsweise verschwundenen Konfektionsbetriebe jüdischstämmige Inhaber.

#### Carl Salbach

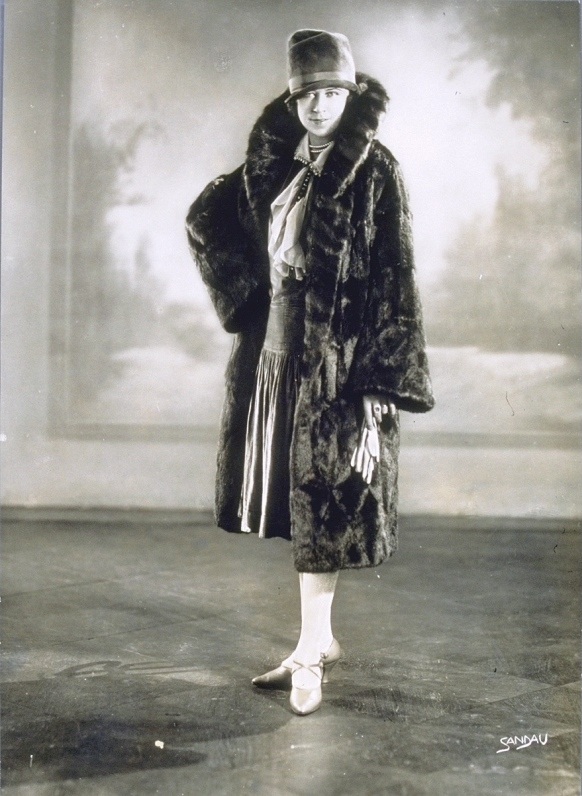
Carl Salbach, „wadenlanger Pelzmantel mit Trompetenärmeln und breitem Schalkragen“
(nach 1900)

Das Berliner Pelzmodellhaus Carl Salbach, „en gros et en détail“, wurde im Jahr 1820 gegründet und nach dem Zweiten Weltkrieg weiter geführt. Es gehörte zu den exklusivsten Kürschnereien seiner Zeit. Neben dem hauptsächlichen Detailgeschäft betrieb das Unternehmen einen Großhandel. Auf einem Foto aus dem Welthandelszentrum des Leipziger Brühl zur Messezeit ist ein Firmenschild „Carl Salbach von Berlin, Pelzwaaren Confection“ zu sehen, mit dem die Firma auf sich als Großhändler aufmerksam macht. Im Leipziger Adressbuch der Jahre scheint er jedoch nicht verzeichnet zu sein. Sehr wahrscheinlich hatte die Firma einen Rauchwaren-Kommissionär auf dem Brühl, eventuell beschränkte sich die Aktivität dort auch nur auf ein Lager während der Messe. Wie die Berliner Pelzmodellfirmen Adolf Doll & Söhne, C. A. Herpich Söhne und Bisegger bot auch Salbach auf der Leipziger Messe seine Konfektion im gehobenen Genre an.
Etwa 1966 hat das Unternehmen seine Tätigkeit eingestellt.

#### C. A. Herpich Söhne

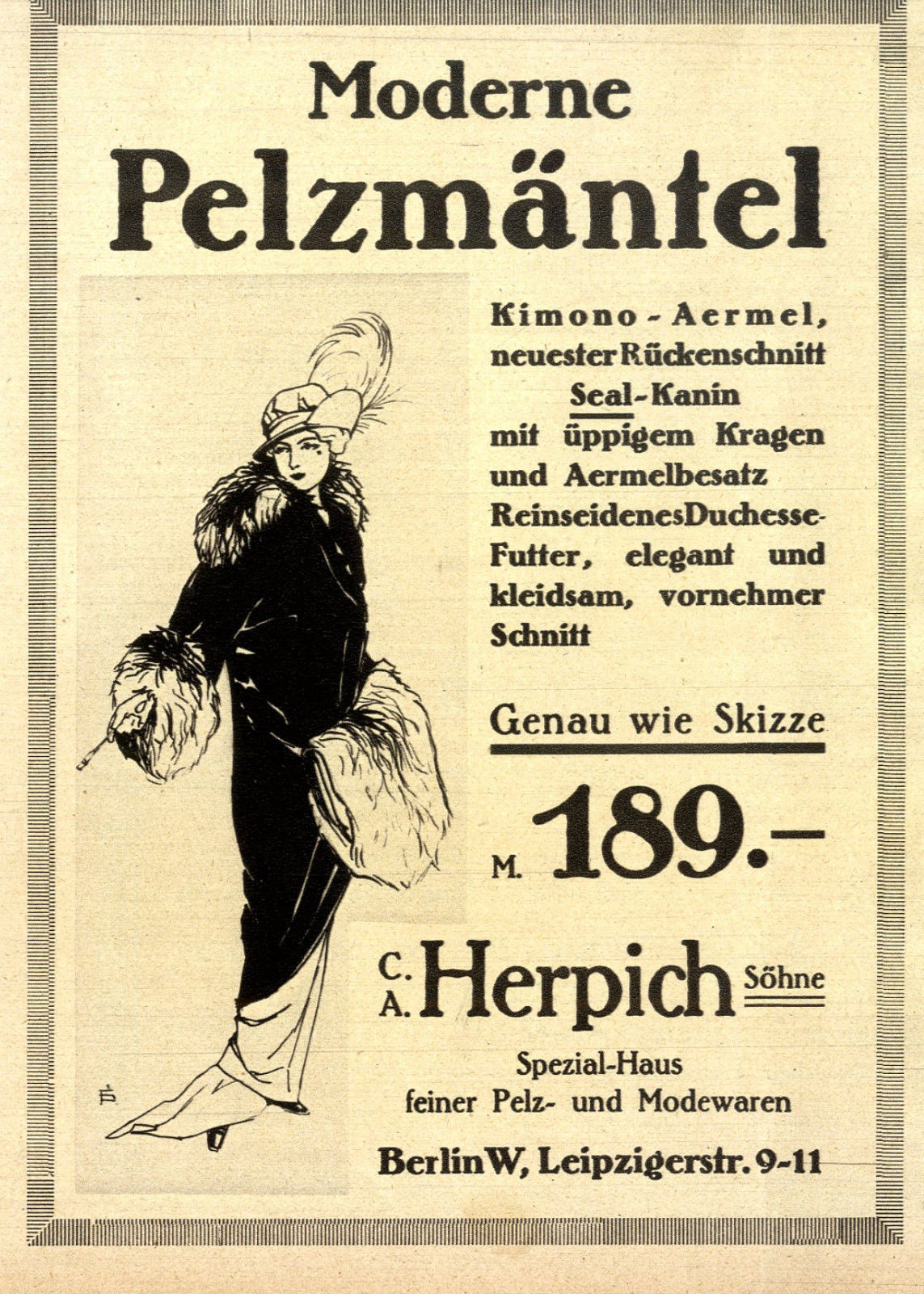
C. A. Herpich Söhne, Anzeige „Moderne Pelzmäntel“ (1913)

C. A. Herpich Söhne war ein 1835 in Berlin gegründetes Modehaus. Ursprünglich eine Kürschnerei mit einem kleinen Pelzgeschäft, entwickelte sich Herpich zu einem Modehaus „in einer großartigen und vornehmen Aufmachung“ und einem der angesehensten Anbieter hochwertiger Pelze und zu einem Großhandelsunternehmen für Pelzkonfektion und Felle.
Von der neben dem Detailgeschäft gehandelten Pelzkonfektion und den Fellen wurden große Mengen auch in das Ausland geliefert. Der Einkauf erfolgte direkt, auf den großen Pelzmärkten in Leipzig und London. Philipp Manes schrieb in einer Würdigung: „Die Firma darf sich schmeicheln, die auserlesensten und kostbarsten Zobel, Silberfüchse, Blaufüchse und andere Edelpelze zu besitzen, wie es zum zweiten Male kaum in der Branche zu finden sein dürfte. Ein weiterer Vorzug der Herpich'schen Erzeugnisse liegt in ihrer tadellosen, soliden Verarbeitung, die fast ausschließlich in den eigenen Werkstätten geschieht“.
Auch noch nach dem Zweiten Weltkrieg galt der Düsseldorfer Firmenzweig im Hotel Breidenbacher Hof, Seite Heinrich-Heine-Allee, als besonders exklusive Pelzadresse. Am 25. August 1949 eröffnete die Julius Herpich K.-G. dort in der damaligen Theodor-Körner-Straße ein Modellhaus. Noch 1981 ist Herpich im Fachadressbuch dort vermerkt. 1991 ist die Firma dann unter der noch feineren Anschrift Königsallee 30 im neu erbauten Kö-Center angegeben.
Zuletzt am 15. November 2001 erfolgte ein Eintrag in das Handelsregister als Julius Herpich GmbH Pelze & Modellbekleidung, vier Tage später wurde der Eintrag wieder gelöscht.

#### B. Freystadt & Co.
B. Freystadt & Co. war ein deutsches Pelzhersteller- und -handelsunternehmen in Berlin. Die Firma wurde 1842 als J. Freystadt gegründet. Der spätere Inhaber Bernhardt Freystadt und sein Branchenkollege Wilhelm Reineke waren die „Pioniere der Berliner Pelzkonfektion“, das Unternehmen war im Jahr 1942 das in Deutschland älteste seiner Branche. Freystadt & Sohn unternahm als erstes deutsches Unternehmen den Versuch, seinen Einzelhandelskunden auch Pelzkleidung zu liefern. Bis zu dieser Zeit gab es in Deutschland keine fabrikmäßige Herstellung von Pelzprodukten.
Im Jahr 1842 hatte der Berliner Rauchwarenhändler Michael Brass, Vater von Emil Brass, im Pelzhandelszentrum Leipziger Brühl das Grundstück Brühl 19 erworben. Da es jüdischen Händlern um diese Zeit in Leipzig noch nicht gestattet war, Grund und Boden zu besitzen, ließ er J. Freystadt als Inhaber und Firmennamen eintragen. In den 1870er Jahren übernahm Bernhardt Freystadt die in Leipzig gegründete, von seinem Onkel geführte Firma. Im Jahr 1887 ist Freystadt dort mit der Adresse Brühl 44 verzeichnet. Im Katalog zur Berliner Gewerbe-Ausstellung im Jahr 1879 ist „J. Freystadt, Kürschner-Waaren, Inh. E. Freystadt“ mit der Berliner Adresse Raupachstraße 1 eingetragen. In den 1930er Jahren war die Geschäftsadresse der Pelz-, Hut- und Mützenfabrik: Berlin C2 (Berlin-Mitte), Oranienburger Straße 2.
Im Nachkriegs-Adressverzeichnis der Berliner Pelzbranche von 1950, Ost- und Westberlin, ist kein Unternehmen unter den Namen Freystadt, Irrgang oder Höhle mehr aufgeführt.

#### H. Wolff

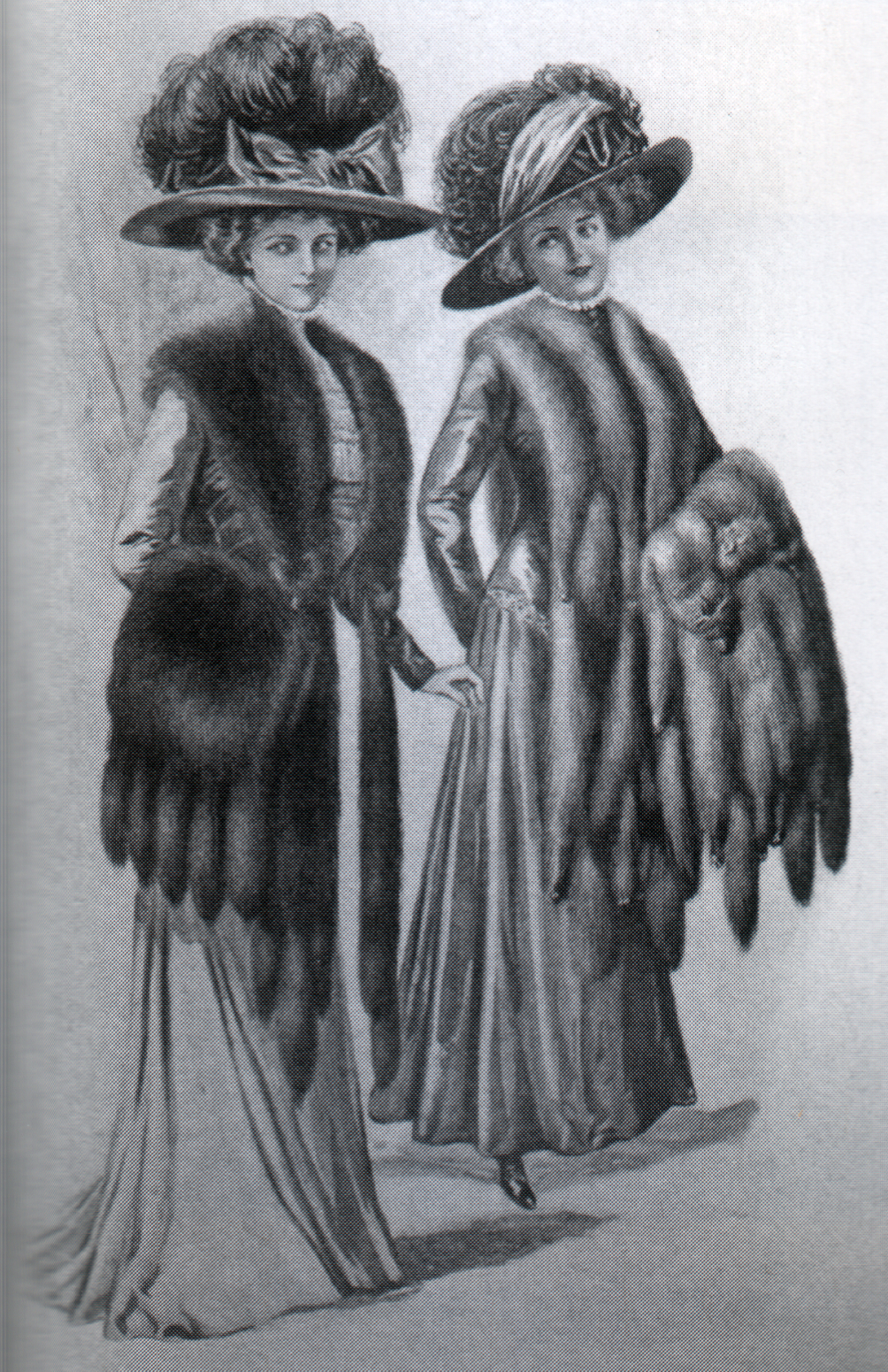
H. Wolff, Muffe und Stolen (1912)

Die Firma H. Wolff in Berlin war in ihrer Blütezeit, neben der Pariser Firma Revillon Frères, das größte Unternehmen der Pelzbranche auf dem europäischen Kontinent, gegründet von Heimann Wolff (1830–1913) im Jahr 1850. Über Victor Wolff (1858–1928), den Sohn des Firmengründers, hieß es: „Kommerzienrat Victor Wolff ist der Bahnbrecher der Berliner Pelzkonfektionsbranche und diejenige Persönlichkeit, die den Begriff des organisierten, modern geleiteten Grossbetriebes erst in die Berliner Pelzkonfektion eingeführt und ihn verwirklicht hat“. Seine Werkstatt galt als „die hohe Schule aller Kürschner“.
Als die Firma H. Wolff im Jahr 1850 von Heimann Wolff in Greifenhagen (Gryfino) in Pommern ins Leben gerufen wurde, geschah dies in der Verbindung mit einer Lederlackierfabrik und einer Fabrikation von Mützenschirmen. Die meisten der Kunden Heimann Wolffs waren Kürschner, die er im Rahmen seiner Geschäftsverbindungen in Pommern, West- und Ostpreußen besuchte. Es lag nahe, dass die Kürschner auch Felle bei ihm kaufen wollten. So begann er damit, zunächst in bescheidenem Umfang, später in größerer Menge, Kaninchenfelle zu handeln. Bald verlegte er seinen allmählich größer werdenden Betrieb nach Berlin-Mitte in die Chausseestraße 67, allerdings weit draußen, vor dem Oranienburger Tor. Als Mitinhaber der Firma Bambus & Co. begründete er 1856 in Berlin zusätzlich eine Hutfabrik. Als erste Firma nahmen sie neben der Produktion von Herrenhüten auch die Fabrikation von Pelzmützen auf, außerdem wurden Muffe und Kragen aus Hasenfell hergestellt.
Die Firma H. Wolff jr. GmbH wurde 1932 liquidiert. Nach der Machtübernahme durch die Nationalsozialisten mit Beginn der Judenverfolgung verließ Herbert Wolff im Jahr 1933 Deutschland und ging mit seiner Familie nach Palästina. Sein Unternehmen war von H. Diamand und Robert J. Schäfer († 1922) übernommen worden. Deren Firma bestand noch 1941.

#### A. B. Citroen

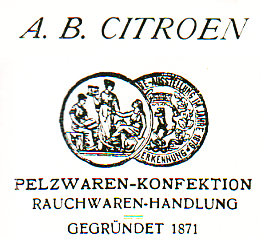
A. B. Citroen, Firmenlogo

Der Niederländer Abraham Citroen, als „Stammvater der Berliner Pelzindustrie“ bezeichnet, hatte es verstanden, sich den Bedürfnissen der Stoffmantelindustrie anzupassen, die einen billigen Pelzbesatz verlangte. Die meisten weiteren Firmen entstanden aus den Reihen seiner Mitarbeiter. Er befasste sich viel mit den Problemen des Pelzfärbens und begründete die erste größere Berliner Pelzfärberei.
Abraham Barend Citroen (* 25. Februar 1848 in Amsterdam; † 9. Juni 1928 in Berlin) war der Sohn des Juweliers Barend Roelof Citroen und dessen Ehefrau Netje Josepha geb. Rooseboom. Er heiratete am 25. Januar 1884 in Magdeburg Martha Goldstein (* 21. November 1858 in Zerbst), Tochter des Kaufmanns Simon Goldstein und dessen Ehefrau Julia Goldstein geb. Wolff. Nachdem die französische Hauptstadt Paris, wo er als Geselle gearbeitet hatte, im Deutsch-Französischen Krieg (1870 bis 1871) von der Einschließung bedroht war, ging er zuerst nach Brüssel, wo er als tüchtiger Arbeiter auch gute Aufnahme fand.
Nach Kriegsende zog er weiter in die deutsche Hauptstadt, um sich dort in der Nähe der Stoffkonfektionsfirmen selbständig zu machen. Im Jahr 1871 hatte der, als „klein und schmächtig“ beschriebene, Holländer Abraham Barend Citroen auf der Werderstraße in Berlin eine Kürschnerei eröffnet (im Handelsregister auch Bernhard anstelle Barend). Von der expandierenden Textilbranche erhielt er reichlich Aufträge und „man schätzte seine korrekte Art, Pünktlichkeit und war amüsiert über die etwas schwierige Behandlung der deutschen Sprache“.
Anfang 1933 kamen jedoch die Schwierigkeiten, als die Nationalsozialisten begannen, sich für das Unternehmen mit seinem jüdischstämmigen Besitzer zu interessieren. Wohl aus Rücksicht auf seine niederländische Staatsbürgerschaft wurde vorerst nur ein nationalsozialistischer, schon bisheriger Mitarbeiter zum „vorläufigen“ Geschäftsführer ernannt. Hans Citroën beschloss in richtiger Voraussicht, möglichst schnell mit seiner Ehefrau und der Tochter Charlotte, nach ihrem Zweitnamen genannt Dolly (in Israel dann Tamar), ihr eigentliches Heimatland zu verlassen. Ihr Weg führte sie als Erstes über Holland nach Paris. Hans Citroën blieb vorerst noch Eigentümer seines Betriebes. Später wurde er gezwungen, „das ganze Geschäft mit all dem kostbaren Reservematerial für 1000 Mark an den »so getreuen« ehemaligen Angestellten zu verkaufen“. Hans Citroën beschloss im Jahr 1940 Ökonomie zu studieren und nicht mehr in die Pelzbranche zurückzukehren.
Das Pelzfachverzeichnis von 1938 führt A. B. Citroen noch zusammen mit diversen weiteren Konfektionsfirmen unter der Adresse Krausenstraße 33 auf.

#### M. Müller A. G., Pelzwarenfabrik

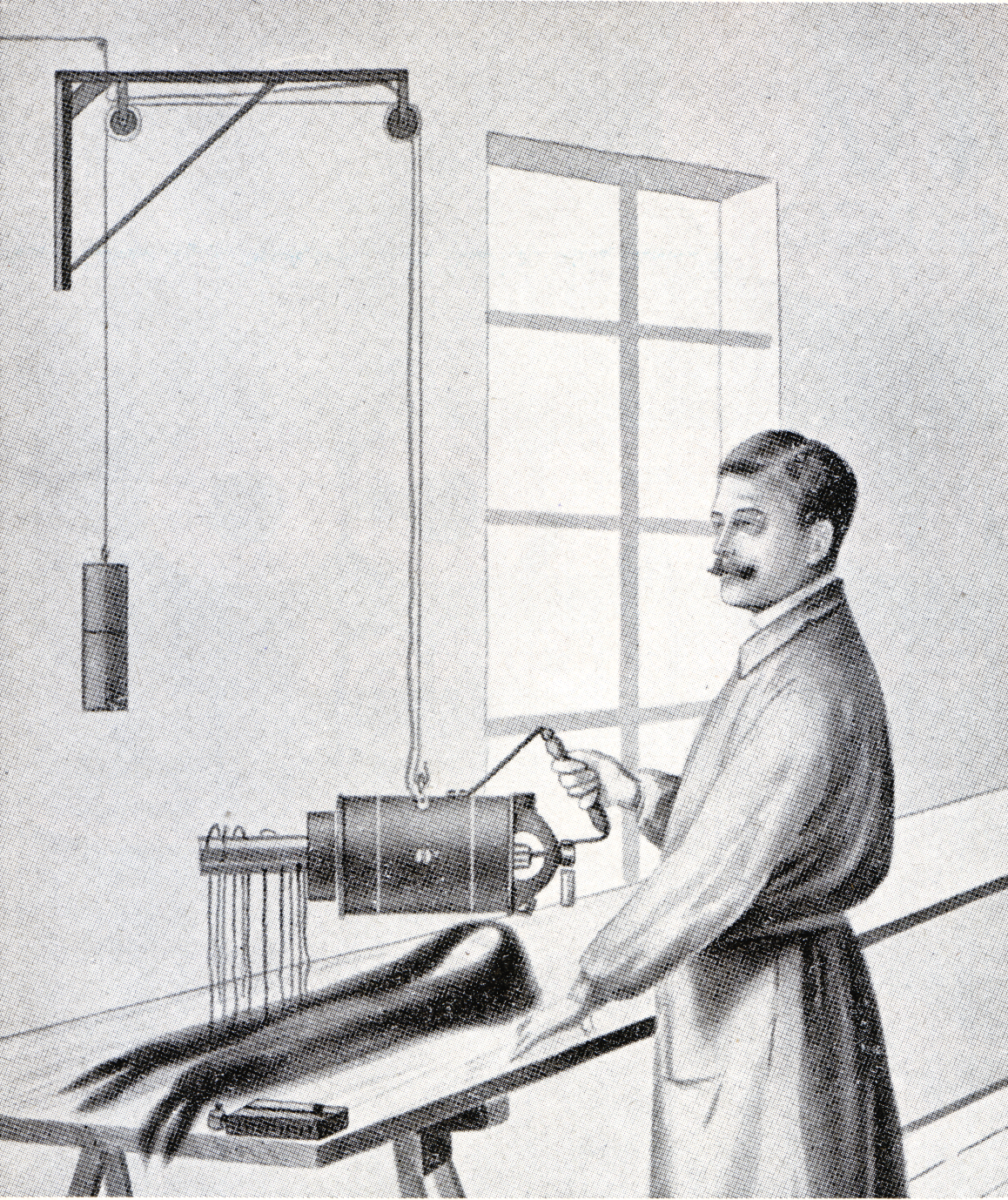
Handklopfmaschine System „Rudolf John“, ein Mitarbeiter der M. Müller A. G. (1909)

Die im Norden Berlins, Prenzlauer Straße 19a, auf zwei Etagen im Hinterhaus ansässige Firma M. Müller, 1873 gegründet, ist ein Beispiel für den Erfolg durch Spezialisierung auf eine Fellart und für die Gefahr, die darin liegt. Der Gründer M. Müller († 1908) vertrieb durch Reisende in Deutschland seine in „gutem Kürschnergeschmack ausgeführte Konfektion“. Im Jahr 1897 hatte er die Leitung seinem Schwiegersohn Moritz Lewin († 1927) und Isidor Silberberg übertragen.
Philipp Manes schrieb: „Hatten sich doch die Müllers einen Artikel ausersehen, der unbegrenzte Möglichkeiten in Deutschland bot - war doch Skunks das dankbarste - weil schier unverwüstliche Fell und als Frauenkragen überaus beliebt. Zu Tausenden wurde er - und der dazugehörende Muff - lange breite Stolas (hergestellt) und Fuchsformen hergestellt und jede Form davon in verschiedenen Qualitäten“. In der Werkstatt hatte ein Stamm geübter Kürschner eine Methode ausfindig gemacht, „die trotz der Schwierigkeiten die Verwendung des Zackenskunks ermöglichte“. Das Unternehmen trug mit seinen vorbildlichen Arbeitsmethoden sehr viel bei zur allgemeinen Verbreitung des Skunkpelzes. Die beiden Inhaber reisten selbst „und in den Provinzen, wo sie arbeiteten, konnte eine andere Firma nur schwer im Artikel Skunks verkaufen“.
Mit den Jahren übernahmen teilweise jüngere Reisende die Kundenbesuche, darunter der einzige Erbe, Fritz Silberberg (* 1900; † 1930), während die beiden Frauen Silberberg und Lewin, der Töchter M. Müllers, in Berlin das Geschäft führten. Als der Betrieb groß geworden war, zogen sich beide Frauen aus der praktischen Arbeit zurück. Der Erste Weltkrieg und die Inflation wurden gut überstanden, Handelsartikel waren jetzt, neben den beiden Konsumartikeln Skunks- und Opossumfell, Persianer und japanischer Seefuchs (Tanuki). Man kaufte von jedem Artikel große Mengen, so dass eine gute Sortierung möglich war. Dabei ließen sie sich offenbar auf Spekulationen ein, denen die veraltete Organisation nicht mehr gewachsen war. Die übrige Berliner Konfektion produzierte inzwischen weitgehend nicht mehr in der eigenen Werkstatt, sondern ließ kostengünstiger bei selbständigen Kürschnern arbeiten. „Aber Müllers waren der Ansicht, ihre zackigen Skunks dürfen nur im Hause selbst verarbeitet werden, weil die Technik ihnen erhalten bleiben sollte. Das gelang wohl, aber nicht für immer, denn die Gesellen wanderten und brachten ihre Kenntnisse überall hin“.
Im Jahr 1926 war das bisherige Einzelunternehmen in eine Aktiengesellschaft umgewandelt worden. Als 1930 mehr als die Hälfte des Aktienkapitals verloren gegangen war, musste die AG die Zahlungen einstellen und die Firma wurde nach 57 Jahren ihres Bestehens aufgelöst.
Unter dem Firmennamen J. Silberberg & Co. arbeitete J. Silberberg mit seinem Sohn Fritz und dem Schwiegersohn Hans Klipstein in kleinem Rahmen weiter. Fritz Silberberg starb 1930 im Alter von nur 32 Jahren; der Vater 1934 im Alter von 66 Jahren, mit seinem Tod erlosch die Firma.

#### Gebrüder Breslauer, Pelzwarenfabrik

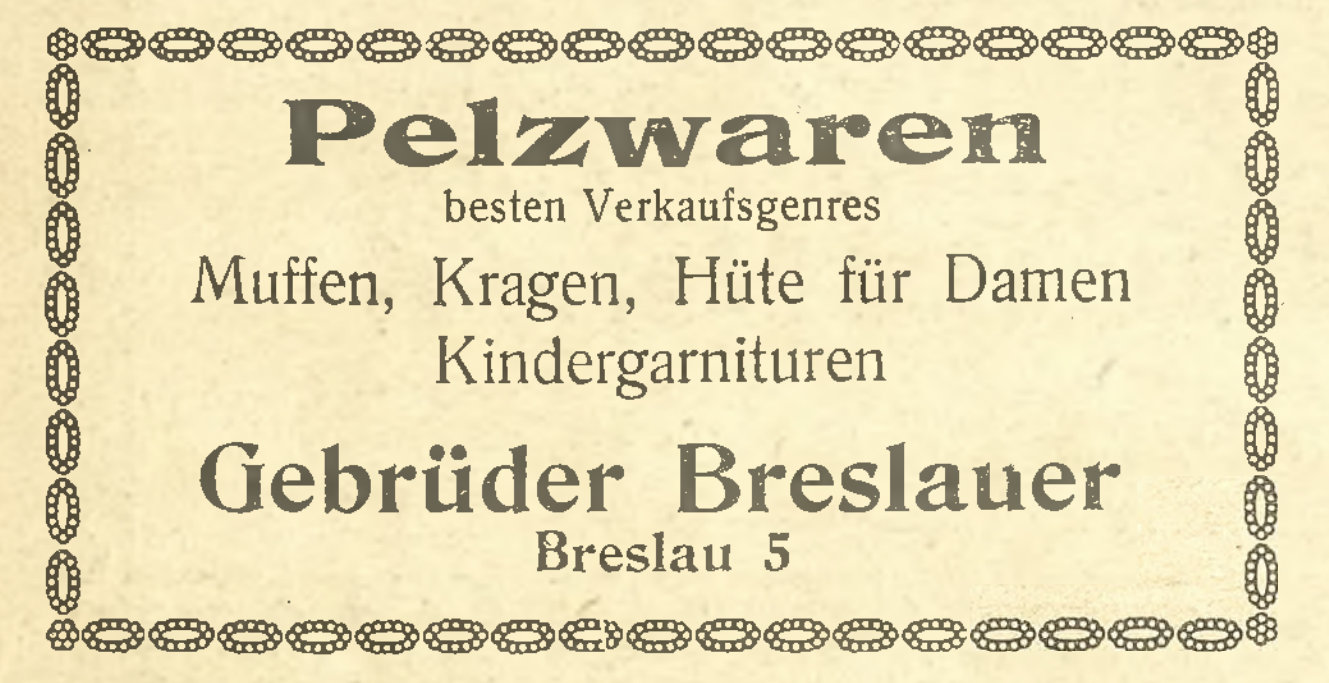
Gebrüder Breslauer, Anzeige „Muffen, Kragen, Hüte für Damen, Kindergarnituren“ (1921)

Das 1876 in Breslau gegründete Pelzkonfektions-Unternehmen Gebrüder Breslauer, Pelzwarenfabrik zählte, wie es rückblickend hieß, „zu den großen im Reiche“, ein „Mittelpunkt der schlesischen Pelzindustrie“. 1888 war es in Breslau in der Tauentzienstraße 17b ansässig, dem Zentrum der südlichen Vorstadt (heute Ulica Tadeusza Kościuszki), 1928 in der Gräbschener Straße 5 (heute Ulica Grabiszyńska). Wesentliche Bedeutung bekam die Filiale und späterer Firmensitz in Berlin. Anfang des 20. Jahrhunderts gehörte Gebrüder Breslauer, neben Firmen wie H. Wolff, Wilh. Reinecke und anderen, zu den wenigen Berliner Pelzhandelsunternehmen, die bereits eigene Filialen in den Weltstädten unterhielten.
Im Berliner Handelsregister von 1921 lautete die Eintragung: „Gebrüder Breslauer (Pelzw.), Hans u. Wwe. Marie Breslauer geb. Trier. Adolf Pinkus. Niederwallstr. 21“. Im Handelsregister von 1926 war die „Gebrüder Breslauer Pelzwarenfabrik“ seit 1923, unter derselben Adresse, jetzt als Aktiengesellschaft verzeichnet. Vertretungsberechtigt waren Hans Breslauer, Adolf (Aron) Pinkus. Gemeinsame Prokura hatten Paul Carstaedt, Leon Schlesinger, Else Trautmann und Willy Thiemig. Das eingesetzte Kapital betrug 480.000 Mark.
1938 wurde die Firma aufgegeben, also nach der Machtübernahme durch die Nationalsozialisten. Laut Philipp Manes war Hans Breslauer in die USA emigriert und dort wieder in der Pelzbranche tätig.

#### Arthur Wolf

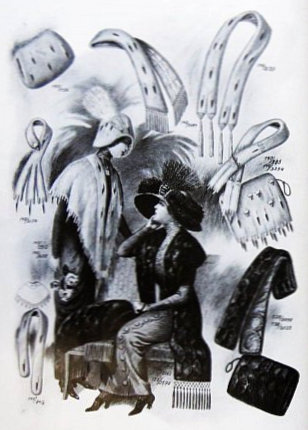
Pelzwaren Arthur Wolf (aus dem Katalog 1912/13)

Die im Jahr 1882 gegründete Rauchwarengroßhandlung und Pelzwarenfabrik Arthur Wolf wurde bereits Anfang der 1890er Jahre als das zweitbedeutendste Pelzhandelsunternehmen Berlins eingestuft. Im eigenen Unternehmen in Leipzig begann Arthur Wolf 1882 mit selbst gefertigten Pelzbesätzen auf eigene Rechnung Kunden in Berlin zu besuchen, dem Mittelpunkt der damaligen Pelzindustrie. Von der Konfektion erhielt er lohnende, beständig zunehmende Aufträge. So entschloss er sich, 1887 nach Berlin umzuziehen. Aus Leipzig engagierte er den noch jungen Louis Friedländer (* 12. Dezember 1865 in Nordhausen), der gerade eine Lehre in einem Baumwollwarengroßhandel abgeschlossen hatte. Nach mehreren Jahren wurde Friedländer Prokurist und dann Teilhaber. Philipp Manes meinte: „Selten hat es zwei Männer gegeben, die ihrer Veranlagung nach so wenig zueinander passten. - Wolf - ruhig, bedächtig, wägend und dann lange noch nicht gleich wagend, sondern noch einmal prüfend, sehr gründlich und exakt, nie für kühne Experimente zu haben, nur für Mögliches und Erreichbares. Friedländer - in allem das Gegenteil. Und doch haben die beiden 28 lange Jahre zusammen gearbeitet.“ Wolf widmete sich dem inneren Aufbau des Unternehmens, der in der Branche „Feuerkopf“ genannte Friedländer war immer in Bewegung.
Die Leitung nach dem Rückzug Arthur Wolfs aus dem Unternehmen lag in den Händen seiner beiden Söhne und von Adolf Schumann. Adolf Schumann, gebürtiger Leipziger, absolvierte dort eine Lehre als Rauchwarenkaufmann und bildete sich in Welthandelsunternehmen fachlich weiter. 1898 holte ihn Arthur Wolf in seine Firma. Manes schrieb im Kriegsjahr 1941: „Adolf Schumann erwies sich auf allen Gebieten als ungewöhnlich befähigt. Einkauf - Fabrikation - Verkauf - Reise - die Verbindung mit dem Auslande als grosser Abnehmer - der innere Betrieb - die Herstellung der Kollektion - an allem hat er seine Tüchtigkeit erwiesen. Krieg - Inflation - Blütezeit - Warenknappheit - sie meisterte er und wusste die Firma über die grossen Schwierigkeiten hinweg zu lavieren. - Ein unermüdlicher Arbeiter, der nie still sitzt, sondern selbst im weiten Betrieb jeden Raum inspiziert, über alles Bescheid weiss und von allem unterrichtet ist, selbst heute noch die Schweiz zweimal im Jahr bereist, weil ihm allein die Kundschaft grenzenloses Vertrauen schenkt - in Leipzig einkauft, so alle Fäden in der Hand hält. - Er ist in der Branche heute der kenntnisreichste Fachmann, der in seiner Universalität wohl einzig dasteht.“ Manes hob die Zusammenarbeit in der Firmenleitung hervor und führte sechs Mitarbeiter namentlich auf, die bereits zwischen 26 und 40 Jahren im Unternehmen beschäftigt waren.
Vor Mitte des Kriegsjahres 1942 wurde das bis dahin als offene Handelsgesellschaft geführte Unternehmen in eine Kommanditgesellschaft umgewandelt. Anna Wolf, die Witwe des Gründers, und deren beide Töchter Elisabeth und Edith Wolf wurden als Kommanditisten aufgenommen. Die Leitung blieb bei den beiden Söhnen Werner und Helmuth Wolf „und des alten bewährten Mitarbeiters Herrn Adolf Schumann“.
Im Nachkriegs-Branchen-Adressbuch von Berlin 1946/1947 ist der Rauchwarenhandel Arthur Wolf noch unter der Adresse Schönhauser Allee 149 verzeichnet.

#### A. & S. Segall

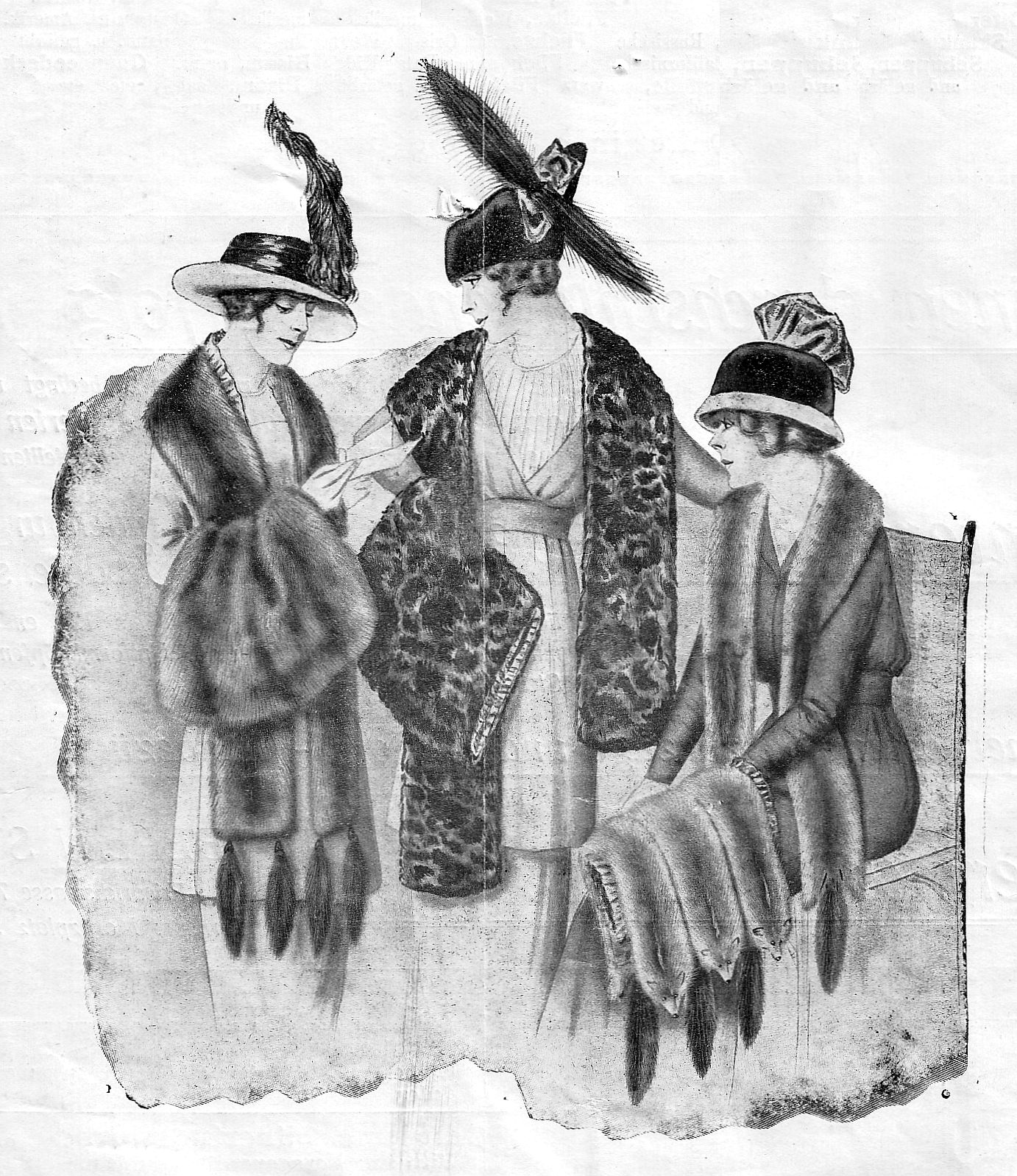
A. & S. Segall, Pelzaccessoires (1915)

A. & S. Segall war ein renommiertes Rauchwarenhandels- und Pelzkonfektionsunternehmen in Berlin, 1868 gegründet von den Brüdern Adolf Segall und Samuel (Salomon?) Segall. Das Adressbuch von 1860 verzeichnet bereits, vor dem später genannten Gründungsdatum, einen Kaufmann K. L. Segal (in der Schreibweise mit einem „l“), Verkauf von „Fellen und Rauchwaaren“, auf der Alexanderstraße 50. Das von 1870 nennt M. Segall, mit der Privatadresse Kommandantenstraße 40 und dem Geschäftslokal im Berliner Konfektionsviertel um den Hausvogteiplatz auf der Niederwallstraße 33. Im Jahr 1885 ist das Unternehmen A. & S. Segall auf der Berliner Niederwallstraße, jetzt Nr. 17, außer als Pelzwarenfabrik auch als Fabrik für Posamenten verzeichnet, eine übliche Verschlussart für bestimmte Uniformen und nebenbei häufig für Pelzmäntel. Eine Anzeige aus dem Jahr 1920 nannte für das Engros- und Detailgeschäft, jetzt auf der Kommandantenstraße 20/21, das Angebot von Stolas, Pelzjackets, Damenmänteln mit Pelzfutter und Herrenpelzen. Im Adressbuch von 1933 ist die Firma auf der Adlerstraße 6 eingetragen, die inzwischen aufgegebene Straße befand sich ebenfalls in der Nähe des Hausvogteiplatzes.
Als Warenzeichen und Qualitätsmarke hatte sich die Firma später „ASSEGA“ eintragen lassen. Im Rahmen der Judenverfolgung ging der Betrieb an einen „arischen“ Mitarbeiter über, die letzten Inhaber wurden in Konzentrationslagern ermordet.

#### Lachmann & Pincus

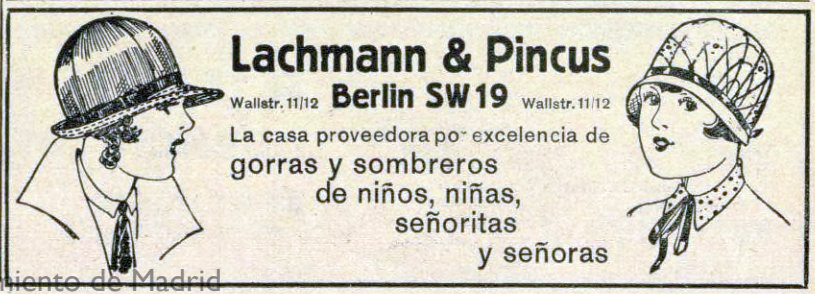
Lachmann & Pincus, „Der führende Anbieter von Mützen und Hüten für Jungen, Mädchen, junge Damen, Damen und Herren“ (Anzeige, spanisch, 1928)

Das 1889 gegründete Unternehmen Lachmann & Pincus (wohl fälschlich auch „Pinkus“) ist im Katalog zur Berliner Gewerbeausstellung 1896 in Treptow bereits unter der Adresse Berlin, Kommandantenstraße 20/21 verzeichnet. Dort wird es noch als Spezialist für Lampenschirme aus Seide, Spitzen etc. genannt. Eine andere Quelle nennt das davon abweichende Gründungsjahr 1901. Damals bereits im Zentrum der Berliner Konfektionsindustrie um den Spittelmarkt, entwickelte es sich in seiner Zeit zum größten Unternehmen Deutschlands, das ausschließlich Kinderkonfektion und Hüte herstellte. Zum Betrieb von Lachmann & Pincus gehörte eine Pelzabteilung. Nach dem Tod der Inhaber Manuel Lachmann und Eduard Pincus verlor es schnell an Bedeutung und wurde in Etappen aufgelöst.

#### Gebrüder Feiler

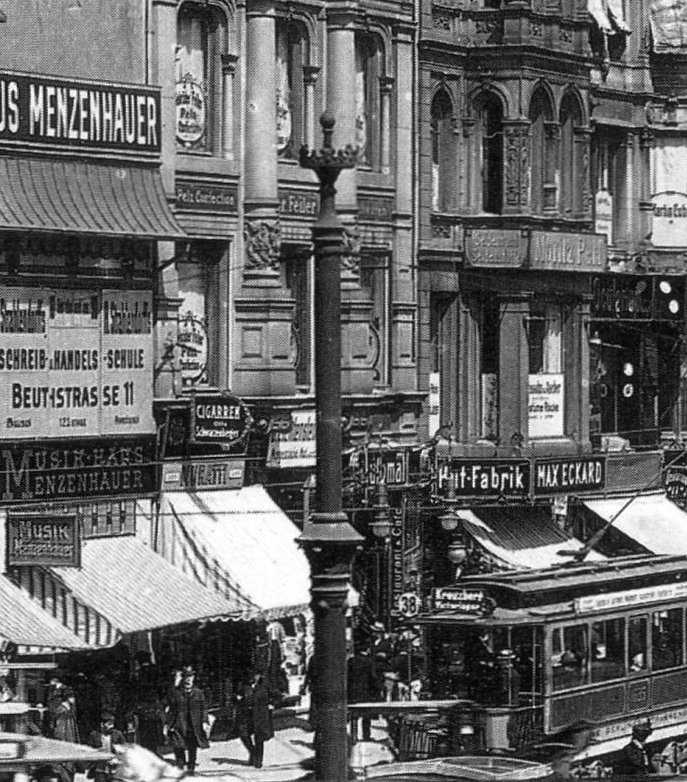
Gebr. Feiler, Spittelmarkt 14, 1. und 2. Etage

Im Jahr 1897 begannen die beiden Brüder Max Feiler († 1924) und Hermann Feiler († 1917), aus kleinen Anfängen heraus, zu produzieren, bis das Unternehmen zu einem der bedeutenden Unternehmen Berlins heranwuchs, das „Ansehen und Geltung besaß“. Hermann Feiler reiste fast das ganze Jahr über zu den Kunden und Max erledigte den Innenbetrieb und den Felleinkauf. Max, der jede Fellpartie genauestens durchsortierte, führte ein, dass den Kürschnerkunden auch Fellbunde für deren Eigenproduktion verkauft wurden. Er gehörte zu den ersten Fabrikanten, die direkt in Amerika Rohfelle einkauften.
Georg Pohlmann, ein später in der Branche sehr bekannt gewordener Rauchwarenhändler, und Leopold Holländer waren in ihren ersten Berufsjahren mit großem Erfolg Verkaufsreisende für das Unternehmen. Der Erste Weltkrieg unterbrach erst einmal den Erfolg des Unternehmens. Hermann Feiler kam krank von der Front zurück und starb 1917. Seine Witwe Elisabeth Feiler, geborene Leuchter, aus Breslau stammend, „übernahm mit fester Hand die Zügel der verwaisten Firma“. Max Feiler verstand sich nicht mit seiner Schwägerin, er erfüllte sich einen langjährigen Wunsch und ging nach Leipzig, wo er sehr erfolgreich eine eigene Firma gründete. Als der Arbeitsumfang immer größer wurde, nahm Max Feiler 1924 den in der Branche gut eingeführten Friedrich Hering in das Unternehmen auf. Bereits 1924 starb Max Feiler und Friedrich Hering führte die Firma weiter.
Im Berliner Unternehmen ging die Fabrikation und die Herstellung der Kollektionen durch die bisherigen Mitarbeiter „in ruhigeren Bahnen“ weiter. Die Firma Gebr. Feiler zog dann um in den „Prunkbau“ der Leipziger Straße 110, wo im Hofgebäude ehemals die Kleiderhandlung Goldene 110 ihr Geschäft geführt hatte, in der Stadt bekannt durch ihren allmontäglichen Litfasssäulenanschlag, der jeweils damit schloss, „schnell zur goldenen 110, wo 10.000 Frühjahrspaletots bereit sind“. – „Frau Feiler versuchte mit seltener Energie, das Erbe ihres Mannes sich und den beiden Kindern zu erhalten.“ 1934 mussten sie jedoch, wegen den stärkeren „Verhältnissen jener Jahre“ – die Zeit des Nationalsozialismus war hereingebrochen – „in Ehren“ ihr Geschäft auflösen.

#### Baer & Salomon

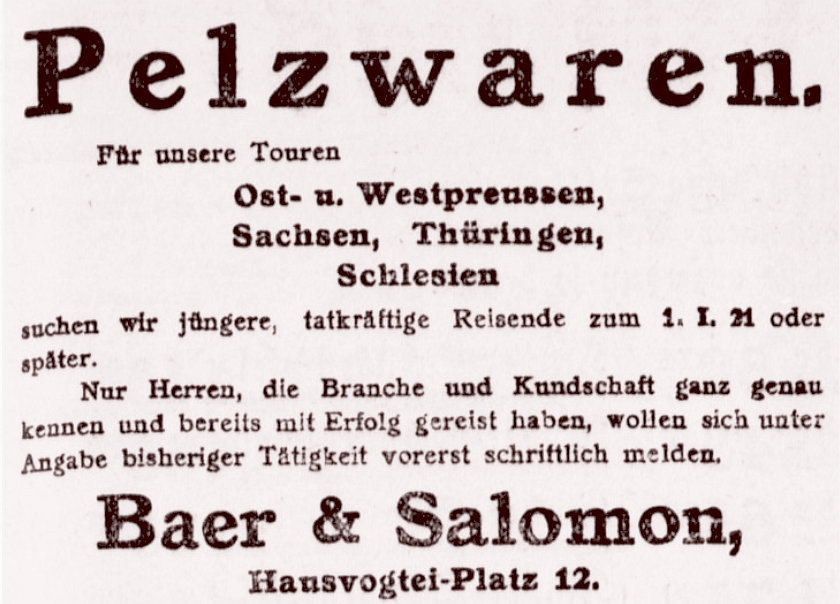
Baer & Salomon, sucht Reisende (Anzeige, 1920)

Das Berliner Unternehmen Baer und Salomon gehörte „in die Spitzengruppe“ der Berliner Pelzwarenfabrikanten. Bei seiner Gründung im Februar 1898 waren die Gesellschafter Kaufleute Jean (Isaak) Baer und Martin Salomon, beide in Berlin. Im Jahr 1903 wurde es als Putzwarenfabrik eingetragen. Die Adresse im Zentrum des Konfektionsviertel war Hausvogteiplatz 12. 1911 wurde im Handelsregister vermerkt, „Der Prokurist Baer heißt mit Vornamen Leonhard“. Im Januar 1913 trat der Kaufmann Bernhard Baer, bisher schon Prokurist, als Gesellschafter ein. Jean Baer schied im Juli 1930 aus der Firma aus.
Ein Privatkontor gab es in den langgestreckten schmalen Räumen nicht, es wurde an Stehpulten gearbeitet. Als hauptsächlich verarbeitete und in großen Quantitäten eingekaufte Fellarten wurden Skunks und Wallaby erwähnt.
Biografien Jean Baer, Martin Salomon, Alfred Bernstein
- Über den „stattlichen, stolzen, sehr unnahbaren“ Isaak Baer, der sich Jean Baer nannte, wurde von Philipp Manes, der als Rauchwarenkommissionär und damit persönlich Betroffener im ständigen Kundenkontakt mit den Inhabern von Baer & Salomon stand, gesagt, dass mit ihm „nicht gut Kirschenessen“ war. „Mit ihm zu diskutieren war fast unmöglich - er hatte immer recht - behielt stets das letzte Wort. Er drückte jeden Preis und legte den Hauptwert auf Anticipation und sofortige Kasse damit überrumpelte er jeden Verkäufer, auf Auseinandersetzungen ließ er sich nicht ein, entweder - oder, etwas anderes gab es bei ihm nicht“. Privat war er jedoch „ein ganz anderer Mensch“, der Gemälde und kunstgewerbliche Dinge sammelte, die er in seiner künstlerisch ausgestatteten Wohnung aufbewahrte. Gelernt hatte Jean Baer bei der Damenmantelfabrik Gebr. Singer. Als Leiter der Pelzabteilung des Berliner Unternehmens D. Levin war der „glänzende Verkäufer“ mehrere Jahre in London tätig, bevor er sich im Januar 1898 selbständig machte. Manes nannte ihn zwar ein „Rauhbein“, den Vertretern und Angestellten gegenüber – „wer nicht parierte, flog“ –, betonte aber gleichzeitig, dass er moralisch ein Gentleman und ein tadelloser Geschäftsmann war.[22]

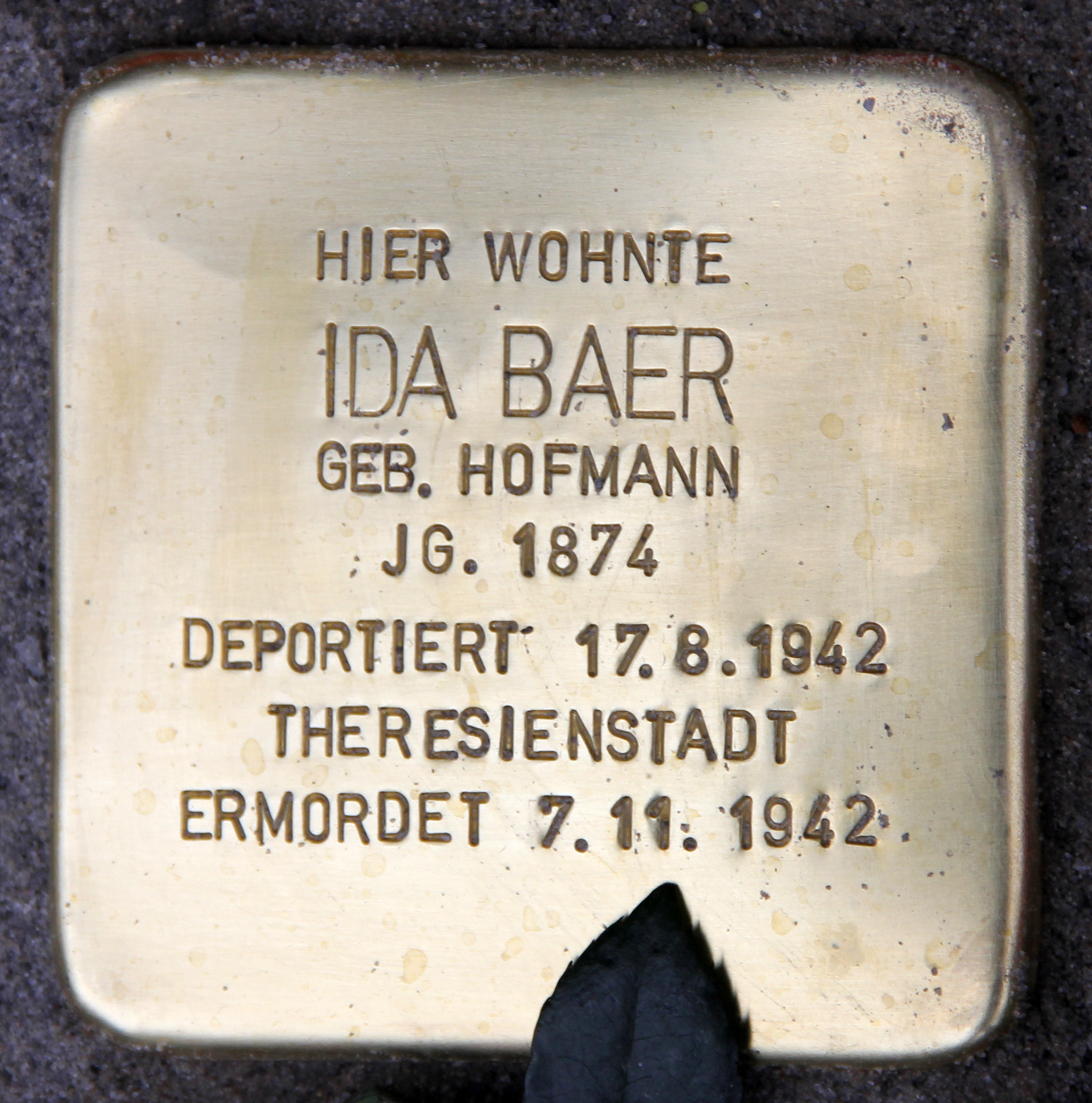
Stolperstein für Ida Baer in der Stübbenstraße

Jean Baer war mit Ida Baer, geb. Hofmann (* 1. März 1874 in Altenkunstadt), verheiratet, Tochter von Friedrich Hofmann und seiner Frau Rosalie, geborene Midas. Am 23. März 1903 wurde ihr Sohn Heinz Albert geboren. Die Familie wohnte im Parterre der Flensburger Straße 11. 1936 starb Jean Baer im Alter von 60 Jahren an Leukämie. Ida Baer zog 1932 in die Hewaldstraße 8, in die Nähe ihrer verwitweten Mutter Rosalie und ihrer Schwester Anna. 1939 musste Ida Baer zwangsweise in die Stübbenstraße 1 ziehen, wohin ihr ihre Mutter, ihre Schwester und ihr Schwager folgten. Alle vier wurden am 17. August 1942 von dort ins KZ Theresienstadt deportiert. Als erste starb am 16. September 1942 ihre Mutter Rosalie Hofmann, dann folgte Ida Bär am 7. November 1942, am 9. November 1942 starb ihre Schwester Anna Berger und Alfred Berger starb dort am 11. Januar 1943. Ihr Sohn Heinz Albert war im November 1938 im KZ Dachau, kam aber wieder frei und emigrierte im Mai 1939 nach England.
- Zu Martin Salomon meinte Philipp Manes, dass er manche der Eigenschaften seines Teilhabers in einem noch verstärkten Maß besaß, einem „bedeutenden Fellkenner und Fachmann unserer gewiss nicht leichten Branche“. Er handelt nur mit den Inhabern der großen Firmen, „denn mit Angestellten ließ er sich nicht ein, die wurden schon gar nicht mit ihm fertig. Sein Besuch war keine reine Freude. Doch man gewöhnte sich an seine Art und es bildete sich eine dauerhafte Freundschaft.“ Salomon hatte viele Jahre in Hamburg gearbeitet, wurde Leiter der Pelzabteilung von V. Manheimer, bevor er Teilhaber von Jean Baer wurde. Dort beschrieb ihn Manes als einen „unerhörten Arbeiter, der keine Ermüdung kannte. Je höher daheim die Fellberge zur Decke wuchsen, die in Kisten und Ballen hereinströmten, desto intensiver war er tätig, dann war er in seinem Element“. Im Jahr 1911 trennte sich Baer von seinem „verbraucht gewordenen“ Teilhaber Salomon, die genauen Gründe wurden in der Branche nicht bekannt. Martin Salomon starb in hohem Alter, „sehr einsam und fast mittellos“.[22]

- Alfred Bernstein wurde von Jean Baer 1930 als vollberechtigter Teilhaber in das Unternehmen aufgenommen, obwohl dieser keinerlei Geldmittel besaß. Der besonders tüchtige Fachmann kam vom Pelzkonfektionsbetrieb Eisner & Meisl, die beiden Männer haben sich bis zum baldigen Tod Baers „glänzend verstanden“.[22]

Eine Nachkriegs-Datenbank jüdischer Gewerbebetriebe in Berlin nennt als Datum der Liquidation des Unternehmens das Jahr 1932. Der einzige Bruder von Jean Baer, Leonhard Baer, führte die Firma jedoch „in kleinem und sehr bescheidenen Rahmen“, ebenfalls in Berlin-Mitte, auf der Rosentaler Straße weiter und „löste sie 1938 freiwillig auf“, drei Jahre nach der Machtergreifung der Nationalsozialisten.

#### Adolf Doll & Söhne

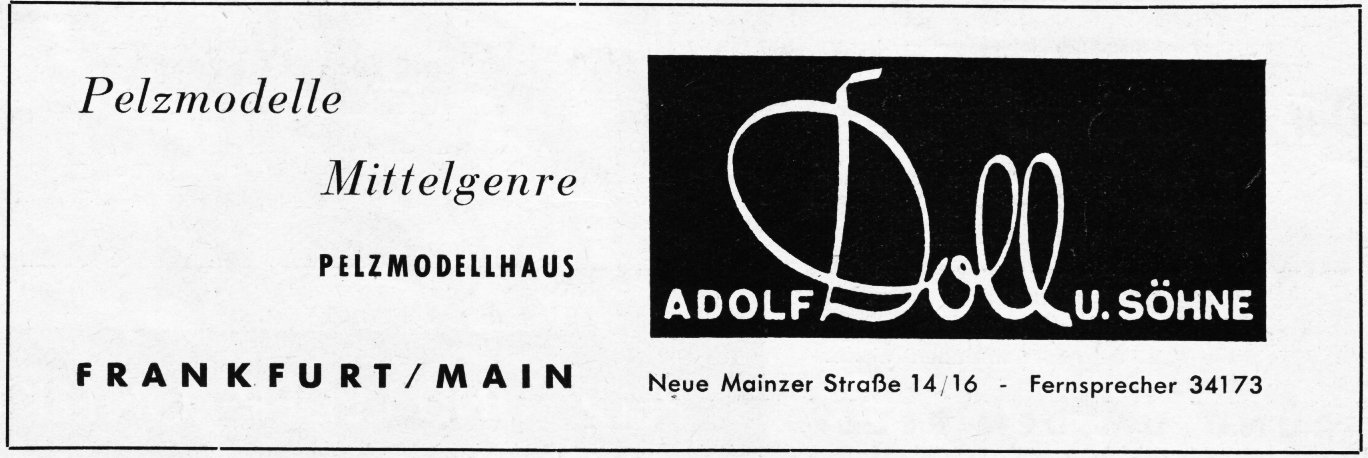
Adolf Doll u. Söhne, „Pelzmodelle Mittelgenre“ (Anzeige 1949)

Das 1898 gegründete Pelzmodellhaus Adolf Doll & Söhne gehörte vor dem Zweiten Weltkrieg zu den führenden Berliner Pelzfachgeschäften im gehobenen Niveau. Seine Exportabteilung gelangte zu „bemerkenswerter Höhe“, das Haus stand „in der Modellkonfektion mit an erster Stelle“. Zuerst war Adolf Doll hauptsächlich in der Pelzkonfektionsbranche tätig. Nach kurzer Zeit eröffnete er ein Detailgeschäft in der Charlottenstraße 35, Ecke Behrenstraße, wie fast alle seine Kollegen mit nur geringem räumlichen Umfang. „Ein Luxuspelzgeschäft, der damaligen Reichshauptstadt würdig“, hatte Berlin ohnehin noch nicht. Die Berliner Pelzfirmen begannen erst nach dem Ersten Weltkrieg sich um eine dem hochwertigen Produkt angemessene Erscheinung zu bemühen, im Gegensatz zu etlichen Detailgeschäften in mancher Kleinstadt.
Auf der ersten Pelzmesse nach dem Zweiten Weltkrieg (1939–1945), im April 1949, jetzt in der Bundesrepublik in Frankfurt am Main, war Adolf Doll & Söhne, Adresse Frankfurt am Main, Mainzer Landstraße 14–16, wieder als Großhändler vertreten. Auf einem eigenen Stand zeigte man in ständigen Vorführungen „edles Pelzwerk in gehobenem Mittelgenre“. Die Währungsreform lag gerade ein Dreivierteljahr zurück, und so waren das, der noch geringen Kaufkraft entsprechend, Mäntel aus chinesischem Kid, Nutria und Biberlamm „in schöner Kürschnerverarbeitung“, aber auch ein Silberfuchsmantel und eine Silberfuchsjacke, die auch auf der Modenschau im Palmengarten gezeigt wurde. Als einzige Firma führte Adolf Doll & Söhne „schöne Pelzstücke in Zickel und Kanin in den neuesten hellen Modefarben“.
Im Pelzfachverzeichnis des Jahres 1950/51 ist für Doll & Söhne, zusätzlich zu Frankfurt, als Berliner Adresse Berlin-Pankow, Breite Straße 11 eingetragen. Im Verzeichnis des Jahres 1953 ist Adolf Doll & Söhne nur noch unter der Frankfurter Adresse zu finden. Im Jahr 1957 ist das Unternehmen erstmals nicht mehr im Fachadressbuch verzeichnet.

#### Abrahamsohn & Reschofsky

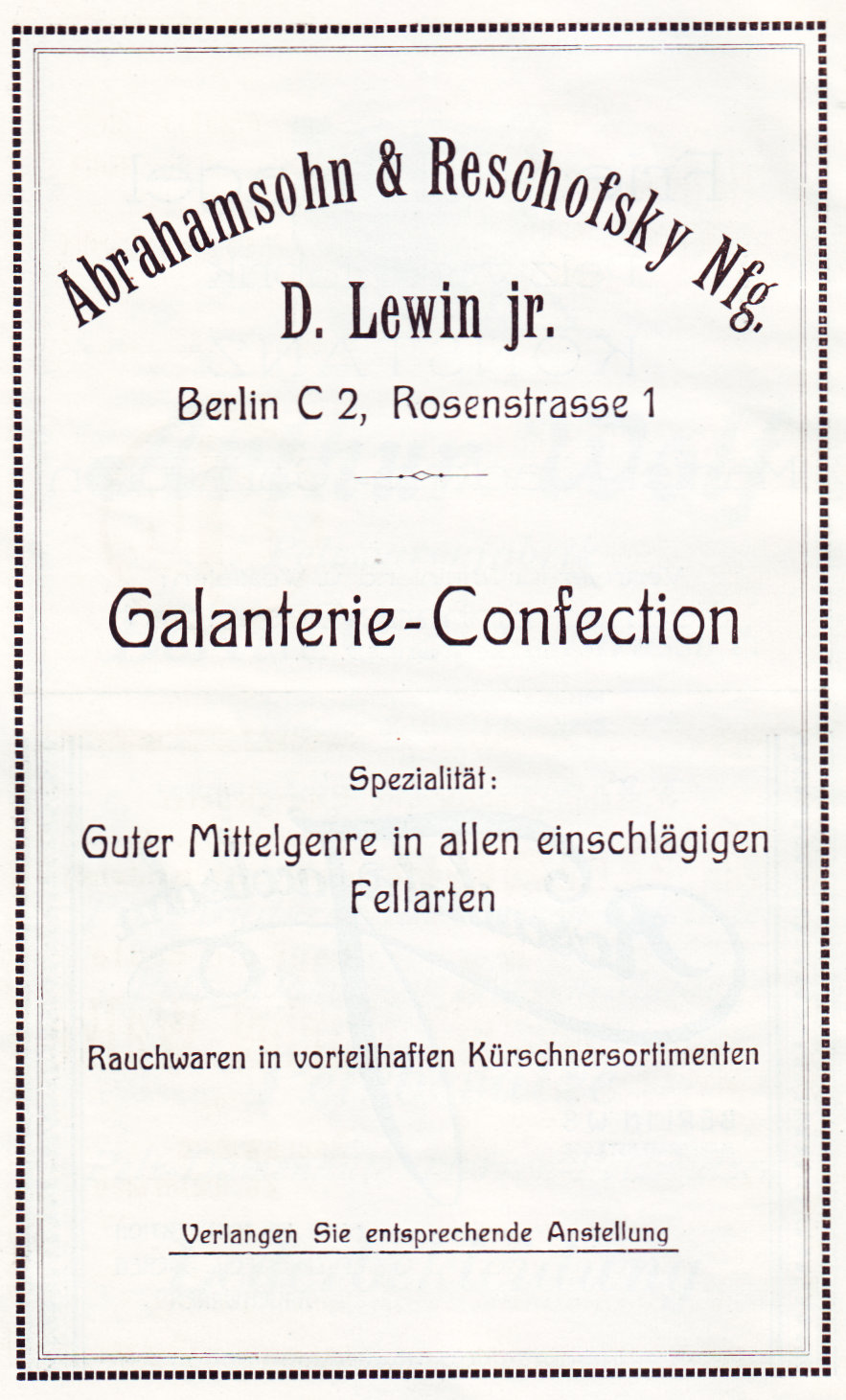
Abrahamsohn & Reschofsky Nfg., F. Lewin jr., „Galanterie-Confection. Guter Mittelgenre in allen gängigen Pelzarten“

Die anfangs getrennten Unternehmen E. Abrahamsohn und Bernhard Reschofsky  waren 1902 durch eine Heirat zu Abrahamsohn & Reschofsky vereinigt worden. E. Abrahamsohn hatte seine Firma 1844 begründet, Bernhard Reschofsky 1865. Das Unternehmen gehörte zu den ersten Berliner Konfektionsfirmen. Abrahamsohn & Reschofsky stellte „in Mengen von vielen Tausenden u. a. Hasenmuffen her, die pro Dutzend etwa von 18,- Mark an zu haben waren“. Für den doppelten Preis hatten sie anstelle Holzwolle einen Daunenbeutel mit Seidenfütterung. Der letzte Betriebsleiter Louis Hackelmann führte das angesehene Geschäft, inzwischen auch mit Pelzen des höheren Genres, aber immer „äußerst günstig“, bis zur Liquidation im Jahr 1932.

#### Rudolf Ruß, Pelzwaren-Fabrik

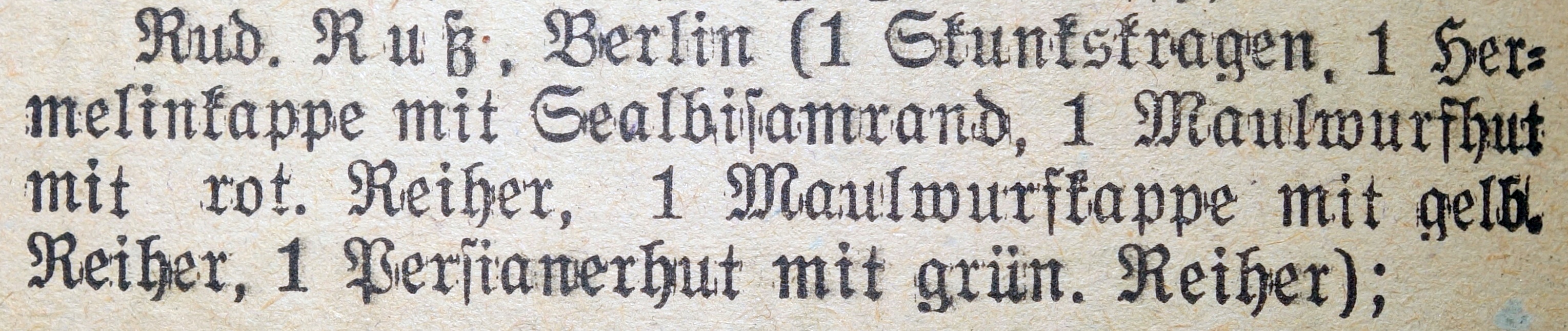
Auf der Leipziger Ostermesse 1922 ausgezeichnete Modelle von Rudolf Ruß:
1 Skunkskragen
1 Hermelinkappe mit Sealbisamrand
1 Maulwurfhut mit rot. Reiher
1 Maulwurfkappe mit gelb. Reiher
1 Persianerhut mit grün. Reiher

Der anfangs noch junge Kürschnermeister Rudolf Ruß (* 1879; † 5. Januar 1931) begann seine berufliche Selbständigkeit als Zwischenmeister im östlichen Berliner Bezirk Friedrichshain, am heute nicht mehr existierenden Büschingplatz an der Landsberger Allee. Das zweistöckige Gebäude passte er nach und nach seinem zunehmenden Betriebsbedarf an. Er stellte einige Jahre lang, aus von seinen Auftraggebern gelieferten Fellen, Pelzaccessoires, wie Muffe, Pelzkragen und Pelzkolliers, her. Um 1908 wandte er sich einem Spezialgebiet zu, Damenpelzhüten in modischen Formen, anstelle des früheren runden Baretts. Hier hatte er kaum Konkurrenz, die Produktion erfordert großes handwerkliches Geschick und für jede Form, in mehreren Größen, jeweils einen teuren Holzblock, auf dem nacheinander immer nur eine Kopfbedeckung gezweckt werden kann. Ruß fertigte für die Berliner Fabrikanten, jetzt nur noch aus eigenem Material. Das Geschäft dehnte sich nach und nach aus, Vertreter in München, Köln, Hamburg und Königsberg verschafften ihm immer größere Aufträge.
Das „wohlgeordnete“ Kontor in seinem Geschäftshaus blieb schmal und klein, in seinem zusätzlichen, sogenannten Privatkontor, konnten gerade eben zwei Personen sitzen, nur die Werkstätten wurden immer mehr ausgeweitet. In einem Eckzimmer war das Angebot ausgestellt. Rudolf Ruß pendelte in dem für die Pelzbranche typischen weißen Kittel, ständig zwischen den beiden Etagen, „nach dem Rechten sehend, mit Kunden und Vertretern verhandelnd, nie ein wenig Zeit zum Verweilen aufbringend“. Sein Unternehmen wurde groß und bedeutend, „gefestigt und gesichert stand es da - auch finanziell“.
Nach dem Ersten Weltkrieg wurde der an Umfang erheblich zugenommene Betrieb umgestellt, die Hutfabrikation bot nicht mehr ausreichende Beschäftigung. Mit gleicher Intensität wurde die Fabrikation von Pelzmänteln und verwandten Produkten aufgenommen. Die Banken finanzierten den dafür notwendigen erheblichen Kapitalbedarf und das Unternehmen zählte zu den bedeutendsten Unternehmen der Branche, von Jahr zu Jahr sich vergrößernd. Es zeigte sich jedoch, dass man den von den Vertretern ständig mehr werdenden Aufträgen nicht gewachsen war, Rudolf Ruß verlor die Übersicht. Die Kredite waren zu hoch und es traten Verluste ein und hohe Außenstände gingen verloren.
Zum 25-jährigen Firmenjubiläum zeigte sich noch einmal die Beliebtheit des eigentlich zuverlässigen und immer fröhlichen Inhabers. Alle Geschäftspartner kamen, um zu gratulieren, teils von weit her. Ein bisheriges leichtes Herzleiden verschlimmerte sich, wohl auch durch die Aufregungen in dem großen Betrieb. Im Dezember 1930 suchte er ein schlesisches Sanatorium auf, am 5. Januar 1931 starb Ruß im Alter von 52 Jahren. Erstmals 1932 scheint Ruß nicht mehr im Berliner Adressbuch enthalten zu sein.
Im Jahr 1934 hatte jedoch Rudolf Ruß jun. auf der Etage in der Leipziger Straße eines der letzten, nach der Weltwirtschaftskrise noch verbliebenen drei Pelzdetailgeschäfte, einer der Mitbewerber auf der Straße war das fast 100 Jahre alte Pelzhaus C. A. Herpich Söhne.

#### Louis Friedländer & Co.

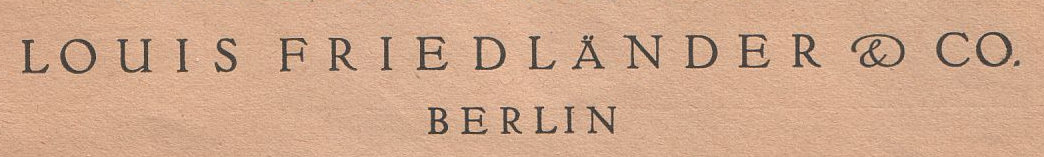
Louis Friedländer & Co, Firmenschriftzug

Das Unternehmen Louis Friedländer & Co., gegründet 1912,  produzierte und vertrieb Pelzkonfektion und Felle mit dem wesentlichen Schwerpunkt auf das preiswerte Kaninfell. Auf den von ihm als „Biberette“ bezeichneten braunen Kaninfärbungen baute „sich eine gewaltige Industrie auf“. Philipp Manes schrieb rückblickend: „Die Firma Louis Friedländer & Co. war wie ein Komet am Himmel der Pelzindustrie aufgegangen und zählte nun zu hell leuchtenden Gestirnen“.
Louis Friedländer (1863–1933) war nach seiner Lehrzeit im Baumwollhandel tätig. In einem französischen Sprachzirkel lernte er Arthur Wolf kennen, der sein noch junges, aber aufblühendes Pelzwarenunternehmen, Fabrikation von Pelzbesatz, gerade nach Berlin verlegte. Er siedelte mit Wolf nach Berlin über und wurde dort nach mehreren Jahren Prokurist und später Teilhaber der Firma. Gemeinsam brachten sie das Unternehmen mit an die Spitze der Pelzfabrikanten. Als im Jahr 1912 die Trennung der Teilhaber bekannt wurde, war die Branche sehr überrascht.
Das Startkapital für das 1912 neu gegründete Unternehmen Louis Friedländer & Co., Wallstraße 76–79 betrug fast eine Million Mark, die aus der Trennung von Arthur Wolf resultierten, hinzu kamen, mit übertragene, sehr große Warenvorräte. Die zweite Etage des neu erbauten Geschäftshauses, später noch zwei weitere, „wurden der Neuzeit entsprechend eingerichtet, der Verkaufsraum besonders schön und gediegen. Es heisst, dass die Inneneinrichtung 80.000 M. verschlang, die Jahresmiete betrug 30.000 Mark. Eine eigene Werkstatt stellte die teuren Mäntel her.“ Das repräsentative barocke Gebäude mit dem reichen Außenschmuck steht noch heute.
Als Teilhaber trat Friedländers ältester Sohn Fritz ein. Der Schwiegersohn Curt Glesinger übernahm die Stelle des auswärtigen Reisenden. Die Fabrikation unterstand dem branchenkundigen Franz Voelkel, seine Frau, Glesingers Schwester, leitete die Zutatenabteilung. Nur ein Jahr konnte in Friedenszeit gearbeitet werden, dann brach 1914 der Krieg aus. Nach Kriegsende kehrten die Söhne und Mitarbeiter in den Betrieb zurück.
Das Unternehmen beschäftigte sich jetzt mit einem Artikel, der bisher in der Pelzbranche nur wenig beachtet wurde, dem Kanin. Louis Friedländer war der Erste, der in großem Umfang die besten der australischen Kaninfelle verarbeitete, neben der Hutindustrie, die bisher schon die Haare der geringeren Qualitäten für Filze nutzte. Er färbte die langhaarigen Felle farbig und stellte neue, für die Mantelherstellung gut geeignete Effekte her. Das Erzeugnis verkaufte sich ganz besonders gut nach England, zu Streifen zusammengesetzt, da ein hoher Zoll die Einfuhr farbiger Mäntel erschwerte. Die Streifen aus langhaarigem australischem Kanin in den buntesten Farben bildeten auch ansonsten einen großen Exportartikel, die Modelle daraus fanden im In- und Ausland große Beachtung.
Die Finanzierung der gewaltigen Wareneinkäufe hatte der Leipziger Rauchwarenhändler David Biedermann übernommen. Viele Unzulänglichkeiten, in der Person Louis Friedländer begründet, führten zu einer Scheinblüte und letztlich zum Zusammenbruch der Firma. Als Biedermann seine Mittel strich, erfolgte 1930 der Zusammenbruch des Unternehmens.
Unter dem Namen seines jüngsten Sohnes Hans versuchte er im kleinsten Umfang einen Neuanfang in der 5. Etage. Zum Schluss geistig nicht mehr ganz klar, starb er im März 1933. Im Jahr 1933 wurde die Firma auf Druck der Nationalsozialisten zwangsverkauft. Seine fünf Kinder wurden als Juden verfolgt und, bis auf den 1899 geborenen Sohn Kurt, deportiert und ermordet.

#### Heymann & Felsenburg, Pelzwaren A. G.

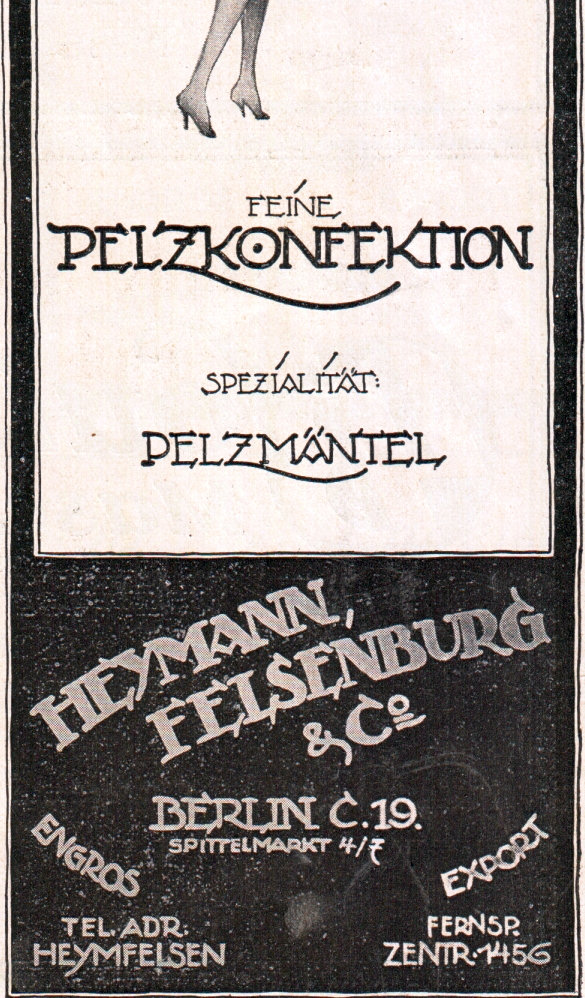
Heymann, Felsenburg & Co, (Ausschnitt Anzeige 1922)

Das Pelzkonfektionsunternehmen Heymann & Felsenburg, Pelzwaren A. G. in Berlin wurde 1913 als Kommanditgesellschaft Heymann & Felsenburg & Co. gegründet. Das Unternehmen stieg direkt sehr groß in die Pelzkonfektion ein. „Die weiten Räume am Spittelmarkt hatten in ihrer Übersichtlichkeit nicht ihresgleichen“. Dank des als Kompagnon beteiligten „reichen Amerikaners“ stand den Geschäftsführern nicht nur ein großes Kapital zur Verfügung, sondern auch wirtschaftliche Kontakte nach Nordamerika.
Der rasche Aufstieg wurde durch den Ersten Weltkrieg (1914–1918) unterbrochen. Während der Kriegszeit übernahm die Leiterin der Abteilung. Als im Jahr 1919 das reguläre Geschäft wieder einsetzte, staunte man am Pelzhandelszentrum Leipziger Brühl über die großen Warenmengen, die das Unternehmen über ihren dortigen Handelsvertreter J. Holzer einkaufte und auch prompt bezahlte. Zu dem Geschäftsgebaren verlor sich Philipp Manes in seiner Firmenbiografie in Andeutungen, er fasste zusammen: „Aber es gab kein Unternehmen, das mit seinen Mitteln so skrupellos schaltete, wie es hier geschah, nachdem es A.G. geworden“.
Die letzten Jahre zum Karstadt-Konzerns gehörend, wurde das am Ende nicht mehr profitable Unternehmen 1930 aufgelöst.

#### Joseph Landsberger

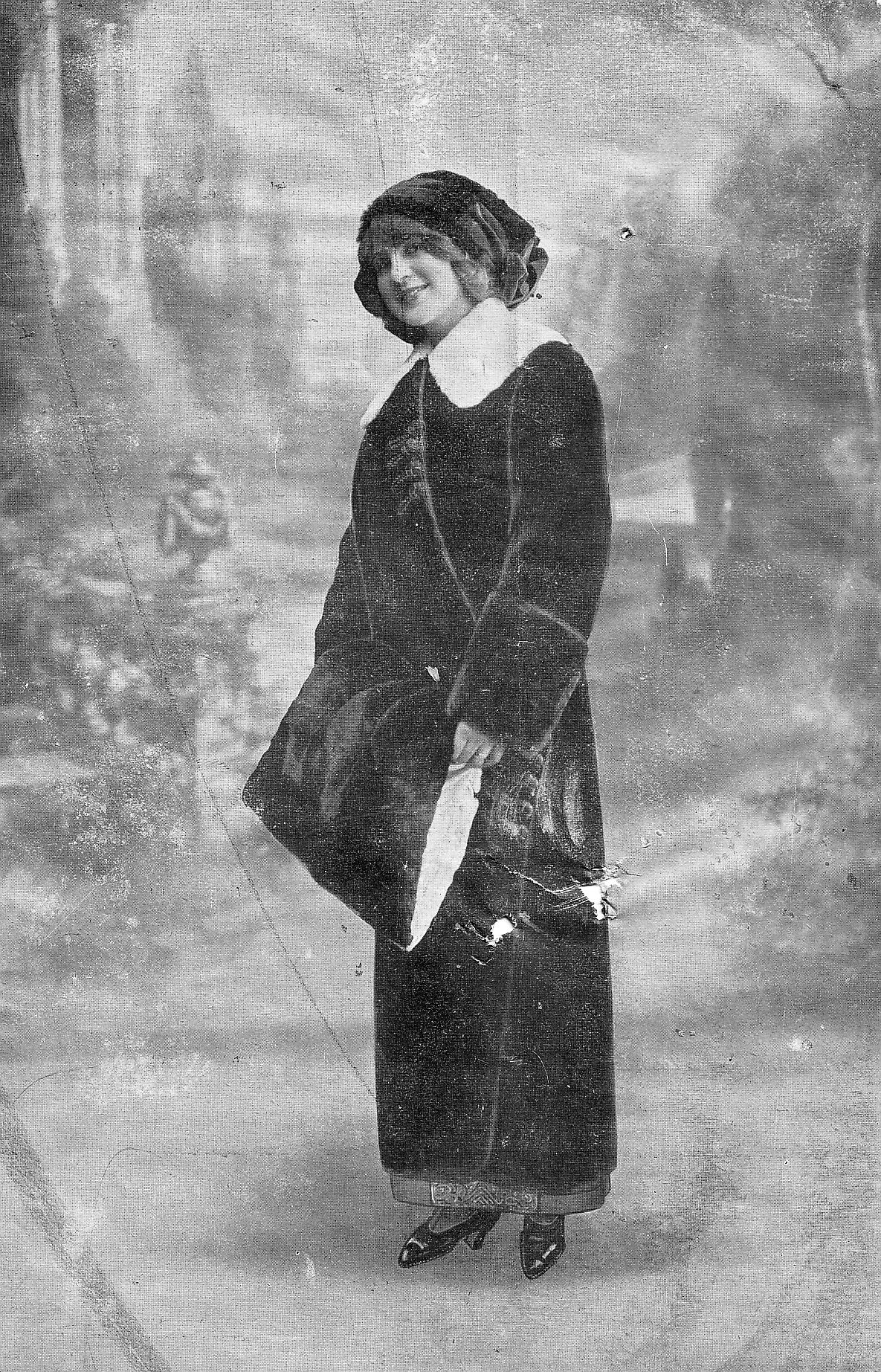
Joseph Landsberger, Mantel und Muff in Sealoptik mit Hermelinfell (1912)

Joseph Landsberger entstammte einer einfachen, ostpreußischen kinderreichen Familie. In sehr jungen Jahren fand er in Berlin eine Anstellung in der Konfektion, wo er mit dem Artikel Pelz vertraut wurde. Zusammen mit einem Kürschnermeister begründete er die Firma Jacob & Landsberger, die Mäntel besetzte, Pelzjacken und -mäntel sowie die übliche Galanterieware herstellte. Das Geschäft entwickelte sich schnell und er kam zu Wohlstand. Nach mehreren Jahren trennten sie sich und Joseph Landsberger eröffnete 1910 ein separates Unternehmen auf der ersten Etage des Hauses Leipziger Straße 79 am Dönhoffplatz. Im breiten Hauseingang gegenüber der Haltestelle der Straßenbahn befanden sich Schaukästen, an der Hausfront als Hinweis für die Privatkundschaft ein Schild „Feine Pelze“. Im Umgang mit den privaten Kunden bewies „der gutaussehende, stattliche Mann“ großes Geschick.
Auch das Großhandelsgeschäft entwickelte sich sehr gut und man belegte alle vier Etagen des Hauses. Mit Ausbruch des Ersten Weltkriegs brach zwar der Aufwärtstrend ab, aber Joseph Landsberger war der Erste, der seinen Betrieb auf die Belieferung des Heeres mit Militärpelzen umstellte. Letztlich verdiente er hiermit sein großes Vermögen, mit dem er nach Kriegsende die vom Handel nachgefragte englische und russische Ware kaufen konnte. Für das ebenfalls zunehmende Detailgeschäft eröffnete er auf der Friedrichstraße ein Zweiggeschäft unter dem Namen „Pelzhaus zum Bären“. Privat blieb er, zusammen mit seiner mitarbeitenden Ehefrau, bescheiden, zurückhaltend lebten sie in einer kleinen Wohnung. Auch die Inflation und ihre Folgen überwand er geschickt.
Es begann die Periode der Pelzmantelfabrikation und das Haus in der Leipziger Straße wurde erneut zu eng. Damit setzte überraschend der Niedergang des Unternehmens ein. Trotz Abratens seiner Freunde, seiner Frau und der Mitarbeiter mietete er im Haus Beuthstraße 2, in dem sich das „Café Colosseum“ befand, die im Parterre und ersten Stock gelegenen Räume, bei einer Jahresmiete von 100.000 Mark. „Ein Vermögen“ wurde für die Geschäfts- und Werkstatteinrichtung, die Diebstahlsicherung sowie den Umbau ausgegeben. Die Fertigstellung dauerte mehrere Monate, bis sich letztlich die Unzweckmäßigkeit der über zwei Höfe reichenden Anlage zeigte, „das musste mit Entsetzen jeder Besucher sehen“. Nach kurzer Zeit vermietete Landsberger die oberen Räume. Jedoch zog der Mieter nicht ein, da sein Geldgeber ausgefallen war. Um trotzdem an sein Geld zu kommen, führte Landsberger gegen ihn einen langen Prozess bis zum Reichsgericht. Er gewann den Prozess, die Verklagten besaßen jedoch kein Geld und er musste auch noch die Prozesskosten selber tragen. Um den im Detailgeschäft verlorenen Umsatz auszugleichen und die sogenannte stille Zeit zu überbrücken sowie die Räume besser auszunutzen, begann er mit der Herstellung von Kinder- und Mädchen- und Mantelkonfektion, was aber die Verluste nur weiter erhöhte. „Riesensummen von Verwandten, Freunden, Teilhabern wurden geopfert, um die Firma zu retten - vergebens - 1930 mussten die Zahlungen eingestellt werden.“
Joseph Landsberger versuchte es noch einmal. In der Leipziger Straße eröffnete er kurz hintereinander zwei Detailgeschäfte, aber ohne Erfolg. Philipp Manes stellte fest: „Sein altes und schweres Leiden hatte ihn völlig kampfunfähig gemacht - ein Herzschlag erlöste ihn aus Not und Sorge“.

#### Deutsche Pelzindustrie G.m.b.H. – Julius Aronstein

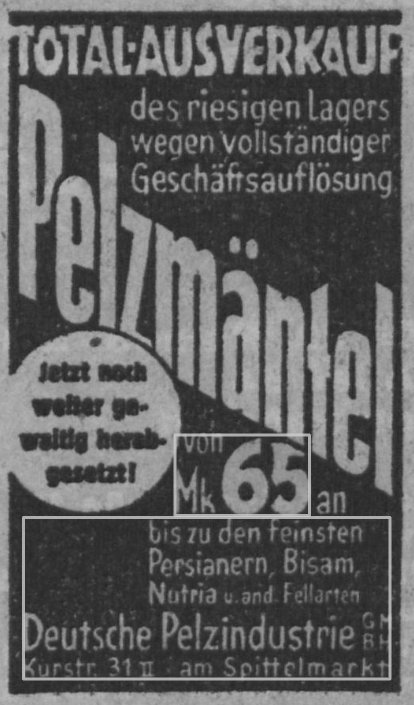
Deutsche Pelzindustrie G.m.b.H., Total-Ausverkauf wegen Geschäftsauflösung
(29. Dezember 1929)

Julius Aronstein begann, bereits im fortgeschrittenen Alter, seine Laufbahn im Pelzhandel mit der Gründung einer Firma namens Deutsche-Hardy-Gesellschaft, hervorgegangen aus einer Gesellschaft zur Verwertung eines ungarischen Patents für Oberhemden der Marke „Hardy“. Da das Bankhaus Hardy dagegen protestierte, wählte man  1927 stattdessen die Firmenbezeichnung Deutsche Pelzindustrie G.m.b.H. Geschäftsführer war neben Aronstein der Kaufmann Abraham Klaas aus Charlottenburg, das Stammkapital betrug 36.000 Mark. Laut Philipp Manes firmierte es unter diesem Namen 25 Jahre bis zu seiner Liquidierung im Jahr 1932 in Berlin-Mitte auf der Kurstraße 30–31.
Anfangs stellte der Betrieb einen gesetzlich geschützten Hutstutzen aus Ziegenfell her, um die Hüte aus den immer teurer und seltener werdenden Reiherhäuten oder -federn zu ersetzen. Zusammen mit den Pelzhüten, die er später produzierte und mit denen er einen guten Umsatz erzielte, wurde er bei der deutschen Kundschaft bekannt.
Sein Vertreterkollege Philipp Manes beschrieb Aronstein als den „Typ des geschäftstüchtigen »Reissers«, dem jedes Mittel recht war, um seine Ware an den Mann zu bringen. […] Seine Methoden Geschäfte zu machen, waren ohne Vorbild und einmalig. Zu zügeln war er nicht, ging etwas nicht nach seinem Kopf, konnte er toben.“ Bereits mit dem Auto besuchten seine Vertreter die Kunden in der Provinz, aber auch er selbst war zusammen mit Vorführdamen „unermüdlich unterwegs“. Er bot stets Ungewöhnliches an und konnte dank seiner Verbindung zum Leipziger Rauchwarenhändler David Biedermann besonders leistungsfähig sein. Seine Hüte und Mäntel gefielen in ihrer Aufmachung und waren preiswert, durchwegs im Genre „Kaufhausware“. Biedermann wird später im Zusammenhang mit einem Konkursvergleich des Aronstein-Unternehmens zitiert: „Aronstein ist der einzige Mensch, dem es in meinem Leben gelungen ist, mich mit einer solchen Summe hereinzulegen. Ich will sie ganz verlieren, aber mit dem Manne paktieren - niemals“. Der Bruder von Aronstein, Direktor des Leipziger Karstadt-Hauses, versuchte einen Vergleich zu retten und bot 18 Prozent, viele Gläubiger, die große Summen zu fordern hatte, beschworen Biedermann vergeblich, dem Vergleich beizutreten. Die Konkursquote betrug wenige Prozent.
Seine Konfektion bot er, bei Beköstigung der Gäste, während der Leipziger Messe im Ausstellungssaal des Hotels Astoria an. Ein weißer Kaninmantel mit mächtigem Weißfuchsschal am Eingang hatte „schon historische Berühmtheit“. Wenn ein „halbes Dutzend seiner (gemieteten) Mannequins in Pelzmänteln über den Brühl zog, drehte sich alles um“.
In seinen über 25 Jahren machte das Unternehmen viele Wandlungen durch. Das Berliner Handelsregister verzeichnete im Jahr 1930 gleichzeitig zwei Eintragungen für die Kurstraße 31 bzw. 30/31, in denen Aronstein nicht als Geschäftsführer der Deutsche Pelzindustrie genannt wird, sondern der in Konkurs gehenden Deutsche Pelzwaren GmbH.
Deutsche Pelzindustrie GmbH 1927. Sitz Berlin. […] Geschäftsführer Otto Leuschner. Kapital 36.000 RM.
Deutsche Pelzwaren GmbH 1912. Geschäftsführer Julius Aronstein. Kapital 180.000 RM. Konkurs.
Das, beziehungsweise die Unternehmen hatten etliche Teilhaber, die viel Geld einlegten. Als Letzter unternahm der in der Branche bekannte Rauchwarenhändler Oscar Turgel den Versuch, das so lukrative Geschäft zu halten, aber auch er verlor sein Geld (Turgel errichtete mit seinem Bruder in London ein Unternehmen, wohin er 1938 immigrierte). Mehrere Jahre lang versuchte Julius Aronstein, als Angestellter wieder aufzusteigen. Manes schrieb: „Seine Kraft war gebrochen - er starb, körperlich verfallen, 1936“.

#### Brager & Janowski

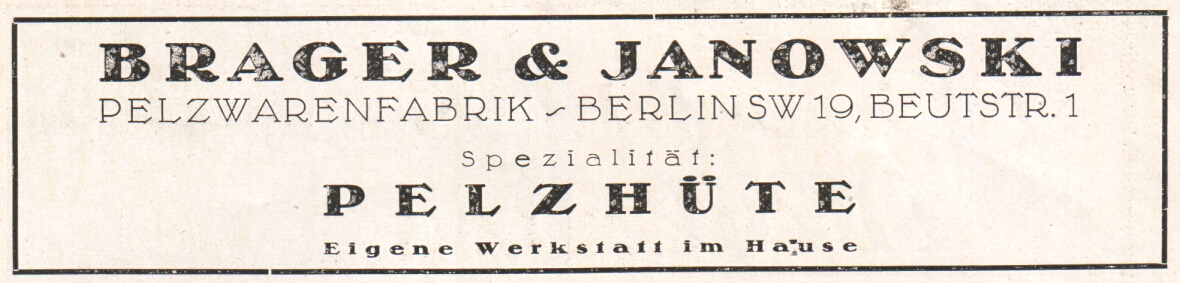
Pelzwarenfabrik Brager & Janowski (Anzeige 1922)

Brager & Janowski (auch „Janowsky“) war ein erfolgreiches Pelzkonfektionsunternehmen in Berlin-Mitte, Beuthstraße 1, am Zentrum der Berliner Konfektionsindustrie. Sein Erfolg beruhte wesentlich auf dem in der Branche neuen Prinzip der großen Lagerbevorratung. Mitten im weiteren Aufstieg wurde der, zuletzt vom jüdischen Inhaber Karl Brager geführte, Betrieb von den Nationalsozialisten „arisiert“.
Karl Brager begann seinen beruflichen Werdegang im Pelzkonfektionsunternehmen Louis Friedländer & Co., für das er einige Jahre als Reisender tätig war. Im Alter von 25 Jahren machte er sich 1922 „überraschend“ selbständig, zusammen mit dem „tüchtigen“ Kürschnermeister Janowsky und dessen „energischen, umsichtigen Frau“. Anton Janowsky hat jedoch nur wenige Jahre mitgearbeitet, er starb überraschend am 4. August 1928 im Alter von 46 Jahren. Der Eintrag der Firma in das Handelsregister wurde Anfang Februar in der Branchenzeitung als K. Brager Janowsky, Beuthstraße 1, Felle und Rauchwaren bekanntgegeben. Drei Wochen später wurde mit anderer Schreibweise des Namens nachgetragen: „Unter der Firma Brager U. Janowski ist hier, Beuthstraße 1, ein neues Pelzwaren-Fabrikationsgeschäft eröffnet worden. Herr Brager war längere Zeit bei der Firma Louis Friedländer u. Co. tätig, während Herr Janowski als Fachmann für verschiedene große Firmen des In- und Auslandes gearbeitet hat.“
Der von den Nationalsozialisten ermordete Rauchwarenkommissionär und Chronist der Pelzbranche, Philipp Manes, beschrieb Brager als von seiner Art einem Amerikaner ähnlich, dem „großen Businessman, der nicht viel besitzt, aber so tut, als ob er vermögend wäre und der alles auf eine Karte setzt. Dieser junge Mensch von 25 Jahren stellte in Berlin einen völlig neuen Typ dar und wählte ganz neue Geschäftsmethoden. Ihm lag nur das Großzügige. Ihn interessierten nur die Geschäfte mit Warenhäusern, Konzernen und großen Spezialfirmen.“ Er kaufte entsprechend in großen Mengen ein, „möglichst in Originalpartien, ein Quantum, mochte es noch so bedeutend sein, schreckte ihn nicht“. Es gelang ihm, auch aus schwierigen Situationen wieder herauszukommen. Im allgemeinen Krisenjahr 1930 musste er jedoch die Zahlungen einstellen.
Sogleich fing er jedoch wieder auf seiner 4. Etage in der Beuthstraße 1 an und wurde größer und leistungsfähiger als vorher. Manes schrieb: „Sein Genie bewährte sich von da ab. Er hatte sich die Hörner abgelaufen, wurde ruhiger und selbstbewusster. Er wusste große Kunden zu fesseln, die Hamburger Hirschfelds und Feldberge wurden seine besten Abnehmer; war großes fertiges Lager angebaut, telefonierte er mit diesen Häusern - sie kamen herüber, kauften, was er anbot“. Dieses neue Geschäftsprinzip des großen Lagers an Pelzfertigkonfektion führte er erfolgreich konsequent durch. Beispielsweise kaufte er 10.000 Embroslammfelle zweiter Qualität, die keiner seiner Mitbewerber haben wollte. Fohlenfelle und Kalbfelle erwarb er zu Tausenden in der gleichen Art, später die hochwertigeren Persianer. Im Leipziger Pelzzentrum, dem Brühl, gelang es ihm immer wieder, die Ware zu finden, die nicht so ganz voll regulär war, sich aber für seine Massenfabrikation eignete und die er günstiger und mit größerem Nutzen anbieten konnte. Er führte sein Unternehmen „vorbildlich“, mit nur wenigen, gut bezahlten Angestellten, „die Kunden strömten ihm zu“.
Mit der Diskriminierung und Verfolgung der deutschen Juden musste er seinen Betrieb abgeben, das Unternehmen wurde im Februar/März 1939 von Alfred E. Müller übernommen und firmierte künftig unter Pelzbekleidung Alfred E. Müller, vormals Brager u. Janowsky, Berlin. Der Warenmangel zum Beginn des Zweiten Weltkriegs (1939–1945) verringerte die Aktivitäten des Unternehmens mit seinen aus der alten Firma übernommenen Mitarbeitern sehr schnell. Karl Brager entging mit seiner Familie dem Holocaust durch die Flucht nach Montevideo, Uruguay. Brager hatte mit Käthe Jacobsohn eine Tochter, Eva Olivetti, geborene Eva Brager Jacobsohn (geb. 20. Juli 1924, gest. 23. Mai 2013), eine bekannt gewordene uruguayische Malerin. 1948 heiratete sie und nahm den Nachnamen ihres Mannes an, des Ingenieurs Mario Olivetti, eines italienischen Einwanderers, eines Bruders der Künstlerin Linda Kohen.
Im Fachverzeichnis von 1938 ist die Pelzwarenfabrik K. Brager & Janowski noch unter ihrem bisherigen Namen eingetragen, die Kürschnerei Alfred Müller noch in Berlin-Steglitz, Am Fenn 4. In der Fachzeitung Der Rauchwarenmarkt vom 15. Januar 1943 ist Alfred E. Müller dann in der Beuthstraße 1 unter der Rubrik „Pelzwaren und Pelzwerk“ als Lieferant für Mäntel, Modelle, Jacken und Paletots sowie Galanterie aufgeführt. In einer Auflistung von ehemals jüdischen Unternehmen der DDR findet sich für Leipzig später ein Eintrag der Firma Brager & Janowski, mit dem Zusatz „Fa. Mueller, Erich“, in der Kaiserin-Augusta-Straße 25.

### Bundesrepublik (Auswahl)
Die vor dem Zweiten Weltkrieg am Leipziger Brühl befindliche Konzentration des Rauchwarenhandels hatte sich nach dem Krieg sehr schnell aus der Sowjetisch besetzten Zone ins westdeutsche Frankfurt am Main verlagert, dort mit dem Mittelpunkt der Niddastraße. Durch die Aufnahme von Pelzkonfektion einzelner Fellhandelsfirmen entwickelte sich das Pelzviertel auch zu einem Hauptsitz der Pelzkonfektionäre. Anfang der 1960er Jahre gab es in Deutschland nur wenige Pelzkonfektionäre, aber eine ganze Reihe von Werkstätten, die Pelzbesätze für die Damenoberbekleidungsindustrie anfertigten. Die meisten dieser Betriebe konnten sich, begünstigt durch  den großen „Pelzboom“ in den 1970er Jahren, zu Pelzkonfektionsunternehmen entwickeln, zumindest zu Pelzkonfektionswerkstätten. Die Nachfrage war so groß, dass weitere Pelzkonfektionäre hinzu kamen, vor allem aus Griechenland und einige aus Rumänien. Viele etablierte Fellhändler sahen sich veranlasst, Pelzkonfektion in ihr Angebot aufzunehmen oder sogar parallel eine Konfektionsfirma zu betreiben.
Im Großraum Frankfurt waren um 1985 von 443 bundesdeutschen und West-Berliner Konfektionsfirmen allein 192 (43,3 %) angesiedelt, von denen 148 Betriebe Mischbetriebe waren, also auch Felle verkauften. Nicht mitgerechnet sind dabei die 105 Konfektionäre, die sich auf Pelzkopfbekleidung spezialisiert hatten. Bevorzugter Standort der Konfektionäre war das Pelzviertel am Bahnhof mit 102 Betrieben, in dessen Nachbarschaft befanden sich weitere 77 Firmen. In den seltensten Fällen fand die Produktion im eigenen Haus, in den teuren Mietlagen der City, statt. Neben vielen Vertretungen ausländischer Firmen auf Kommissionsbasis durch ortsansässige Betriebe unterhielten sechs deutsche und zwei ausländische Konfektionsunternehmen eigene Filialen in Frankfurt, die vor allem als Kontaktadressen und als Verkaufslager dienten. Von Frankfurter Firmen waren dagegen insgesamt neun Niederlassungen, davon acht im Inland und eine in New York, gegründet worden, hinzu kam der Kontakt mit den internationalen Pelzmärkten über feste Kommissionäre an allen wichtigen Plätzen. Eine kleinere Anhäufung bildete sich wieder in Berlin, gehandicapt jedoch durch die Insellage inmitten der späteren DDR.
Als der Pelzboom Anfang der 1980er Jahre abflachte, wurde das von einigen großen Unternehmen zu spät erkannt. Die verbliebenen Betriebe konnten bis zum Jahr 1987 noch gute Umsätze und Gewinne erzielen, auch Dank großer Exportbemühungen. Danach setzte weltweit eine Überproduktion ein, die Rohfellpreise sanken und es folgte Ende der 1980er und Anfang der 1990er Jahre erstmals eine Reihe warmer Winter. In den 2020er Jahren bestanden nur noch wenige deutsche Pelzkonfektionsfirmen.

#### Fränkische Pelzindustrie Märkle & Co – Marco Pelz

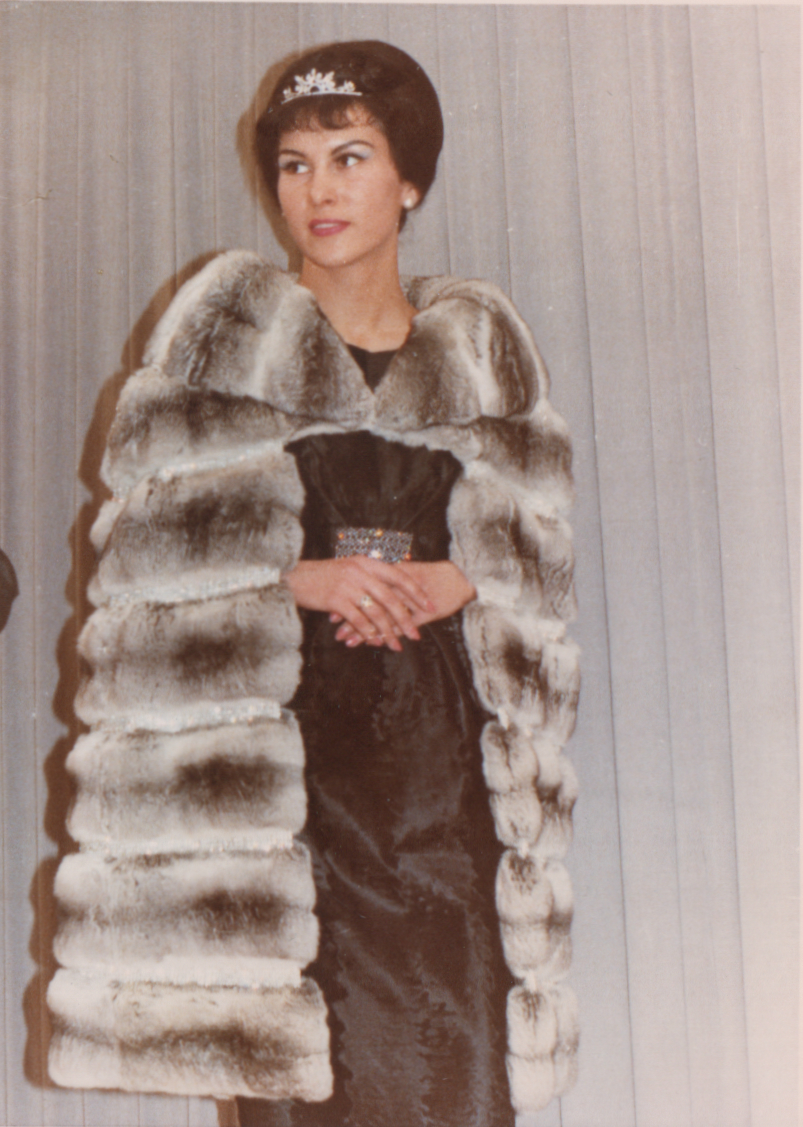
Marco, Chinchillacape (Pelzmesse 1964)

Im Jahre 1946 beteiligte sich Heinz Levié an der Weiterführung des traditionsreichen Rauchwarenzurichtungs-, Veredlungs- und Handelsunternehmen Märkle und Co., 1899 von Franz Märkle gegründet und bis zum Ende des Zweiten Weltkriegs in Taucha bei Leipzig beheimatet. Sein Neffe und Ziehsohn Walter Kaiser baute mit seinem Onkel zuerst am Chiemsee (nach Gefangenschaft) eine zunächst kleine Zurichterei wieder auf. Auf der Suche nach geeigneten Räumlichkeiten stießen sie auf ein Fabrikgelände in Fürth/Bay.
In seiner erfolgreichsten Zeit, den 1950er bis 1970er Jahren in Fürth, wurden in dem seit 1974 in Marco Pelz GmbH & Co, Pelzindustrie KG noch einmal umbenannten Unternehmen über 1000 Mitarbeiter beschäftigt, der jährliche Umsatz betrug in Spitzenzeiten 100 Millionen DM, zuletzt angenommene 60 Millionen. In Deutschland und weltweit bestanden insgesamt 18 Zweigniederlassungen oder Vertriebsstellen, in Weißenstadt im Fichtelgebirge gab es ein Zweigwerk, für die Schweiz wurde 1964 die Marco Pelz A. G. als eigene Firma gegründet. 1970 bezeichnete sich Marco mit seiner vertikal gegliederten Struktur als das größte Pelzindustrieunternehmen der Welt. Der Betrieb umfasste die Abteilungen Fellgroßhandel, Pelzveredelung und Modellwerkstätten, in denen auch für Privatkunden gearbeitet wurde. Die Firma Marco kreierte zwei vom Markt sehr gut angenommene Farbschattierungen für Indisch-Lamm-Felle, die Farben sarok und sourire, und beförderte damit den Vorkriegsartikel Indischlamm in der Zeit der Persianermode erneut zu einem weiteren Hauptartikel der Pelzbranche. Die als neues Schwarz vorgestellte Persianerfarbe Royal Dark fand ebenfalls eine sehr große Beachtung.
Mit dem zunehmenden Wohlstand in der Bundesrepublik nahm die Nachfrage nach dem preiswerteren Lockenfell rapide ab und wandte sich dem nun für die meisten Arbeitnehmer erschwinglichen, bisherigen Statussymbol Nerz zu. Auch der Absatz des vor allem in Deutschland bis dahin beliebten Nutriapelzes war erheblich zurückgegangen. Diese Marktveränderungen dürften, zusammen mit einer nicht ausreichenden und zu späten Reaktion darauf, eine der Hauptursachen für den Konkurs des zum Schluss als Marco GmbH & Co, Pelzindustrie KG firmierenden Unternehmens Ende Oktober 1983 gewesen sein. Gerade diese drei Fellarten waren, nicht zuletzt wegen der teils konkurrenzlosen Qualität, wesentliche Artikel der Marco-Pelzzurichtung und -veredlung. Eine Fürther Nachfolgefirma stellte, ebenfalls nach einem Konkurs, 1989 endgültig den Betrieb ein.

#### Richard König, Rauchwarenhandlung

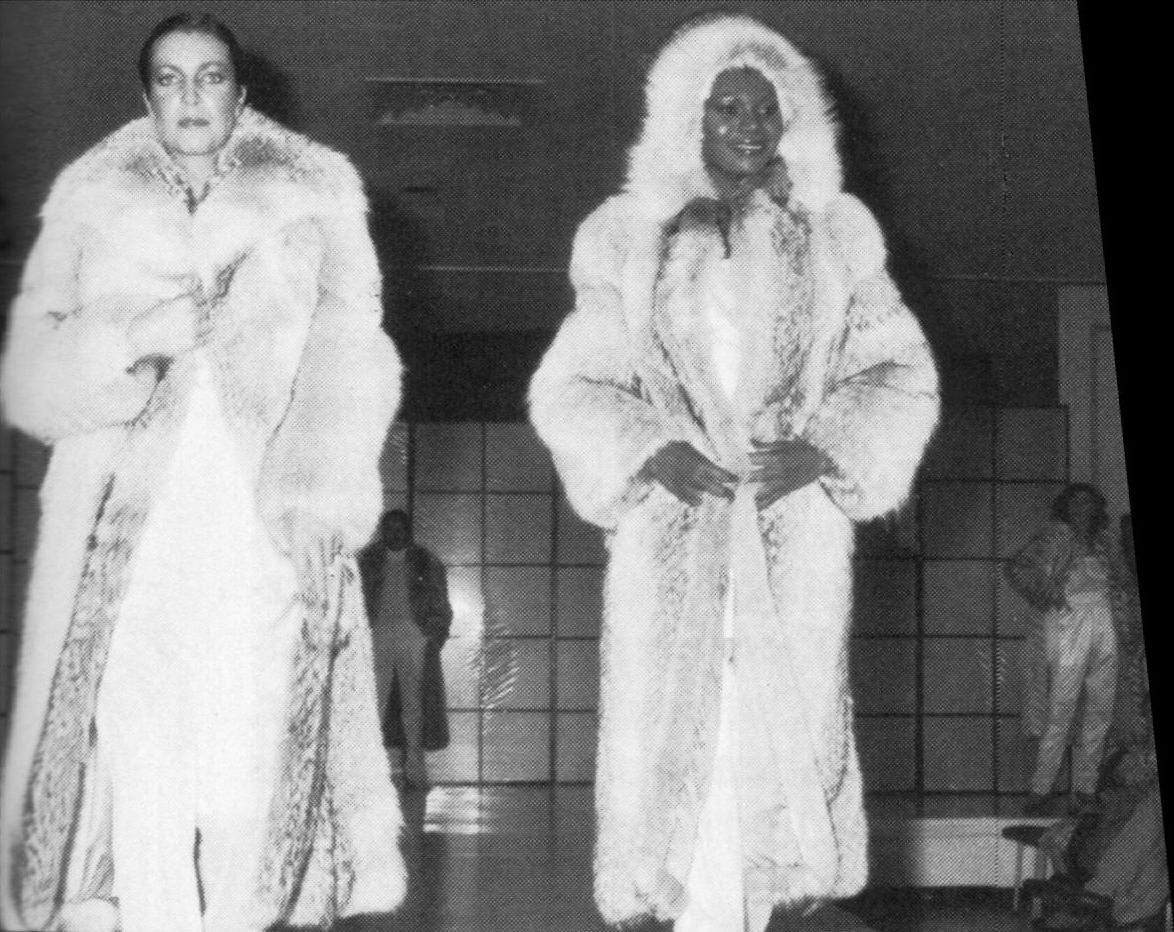
Richard König, zwei Langhaar-Pelzmäntel (1979)

Die Firma Richard König gehörte unter drei Generationen zu den führenden Pelz-Großhandelsunternehmen Deutschlands, alle Inhaber trugen den Vornamen Richard. Im Jahr 1903 übernahm der Firmengründer Richard I (* 1867; † 2. März 1937) die Leipziger Rauchwarenhandelsfirma Adolph Schlesinger Nachf. Nach der vorläufigen Teilung Deutschlands nach dem Zweiten Weltkrieg verlagerte man das Unternehmen aus dem Rauchwarenhandelszentrum Leipziger Brühl in das in Westdeutschland neu entstehende Pelzzentrum Niddastraße in Frankfurt am Main.
Bis noch nach dem Zweiten Weltkrieg ein reiner Fellhandel, hatte man vor 1969 bereits eine Pelzkonfektionsabteilung für einige der geführten Pelzarten angegliedert. Dieses Angebot wurde nun ständig erweitert. 1973 trat die Ehefrau Waltraud König in das Unternehmen ein; sie übernahm jetzt die Konfektionsabteilung. Insbesondere diese Sparte expandierte immer mehr, zusammen mit dem zeitweilig ebenfalls außergewöhnlich wachsenden Pelzabsatz in der Bundesrepublik Deutschland. 1973 musste man erneut weitere Räume anmieten, um die ständig anwachsenden Fell- und Konfektionsmengen zu lagern. Hauptartikel waren zu der Zeit vor allem Nerz, dann Edelfüchse in allen Sorten, Lakodaseal und Alaskaseal, Guanako und immer noch chinesische Artikel und amerikanische und neuseeländische Opossumfelle.
Mitte 1986 übernahm die Firma, jetzt firmierend als König Pelze GmbH, die Vertretung für die Firma Jindo GmbH, Dreieich. Jindo Industries ist ein Staatshandelsunternehmen aus Seoul, Südkorea. Da das koreanische Unternehmen gleichzeitig begonnen hatte, Einzelhandelsgeschäfte zu errichten, um seine Ware direkt zu vermarkten, führte dies zu einiger Verstimmung im konkurrierenden Pelzgroßhandel und im Einzelhandel. Im Jahr 1988 ist das Unternehmen, als König Pelze GmbH im Adressverzeichnis der Pelzbranche nur noch als Konfektionsfirma genannt, immer noch unter der Adresse Niddastraße 66–68 und mit der alten Kabeladresse „Furking“. Im Verzeichnis von 1991 ist die Firma dort nicht mehr aufgeführt. Im Handelsregister ist die Firma Richard König heute erloschen.

#### Pighetti, WEPE und OFRA
Die Rauchwaren- und Pelzkonfektionshandelsunternehmen WEPE und OFRA waren Schwesterunternehmen der Murrhardter Pelzveredlung – MPV. Ebenfalls zeitweilig verbunden mit diesen Firmen war das bereits vor dem Zweiten Weltkrieg bestandene Unternehmen Pighetti.
Die Murrhardter Pelzveredlung – MPV wurde 1948 von Richard Franke (1901–1976) in Murrhardt in Räumen der alteingesessenen Lederfabrik Louis Schweizer gegründet. In den folgenden Jahren wurde zusammen mit der Schweizer-Gruppe die Murrhardter Pelzveredlung und mit der OFRA-Gruppe die WEPE-Pelzkonfektion gegründet. Im Januar 1986 wurde beschlossen, die Ofra mit Wirkung zum Ende des Jahres in zwei separate Abteilungen aufzuteilen, eine für den Fellhandel und eine für den Handel mit Pelzkonfektion, OFRA Rauchwaren Würker GmbH und OFRA Plus Pelzhandel Ohanian GmbH. Nach der Auswanderung von Helmut Ohanian nach Bolivien wurde die OFRA durch Heinz Ohanian und Walter Würker weitergeführt. Richard Franke war Geschäftsführer der Firmen Murrhardter-Pelzveredlung Franke GmbH & Co., OFRA-Rauchwarenhandelsgesellschaft, WEPE-Pelzkonfektion und Walter Pighetti Pelzkonfektion, Vorsitzender des Fachverbandes Pelzveredelungsindustrie. Im Dezember 2015 wurde die Murrhardter Pelzveredlung – MPV wegen Insolvenz aufgelöst.
Der ursprüngliche Stammsitz der OFRA Rauchwaren-Handelsgesellschaft Franke, Würker & Ohanian war Murrhardt, zusammen mit dem Pelzveredlungsbetrieb, bevor sie in das Frankfurter Pelzzentrum Niddastraße verlagert wurde. Für den Pelzkonfektionshandel bestand, um 1987, die OFRA Plus Pelzhandel Ohanian. 2014 ging der Mitinhaber Herbert Würker, 14 Jahre lang Vorsitzender des Deutschen Pelzverbandes, in den Ruhestand und die Firma wurde aufgelöst.

#### Rosenberg & Lenhart

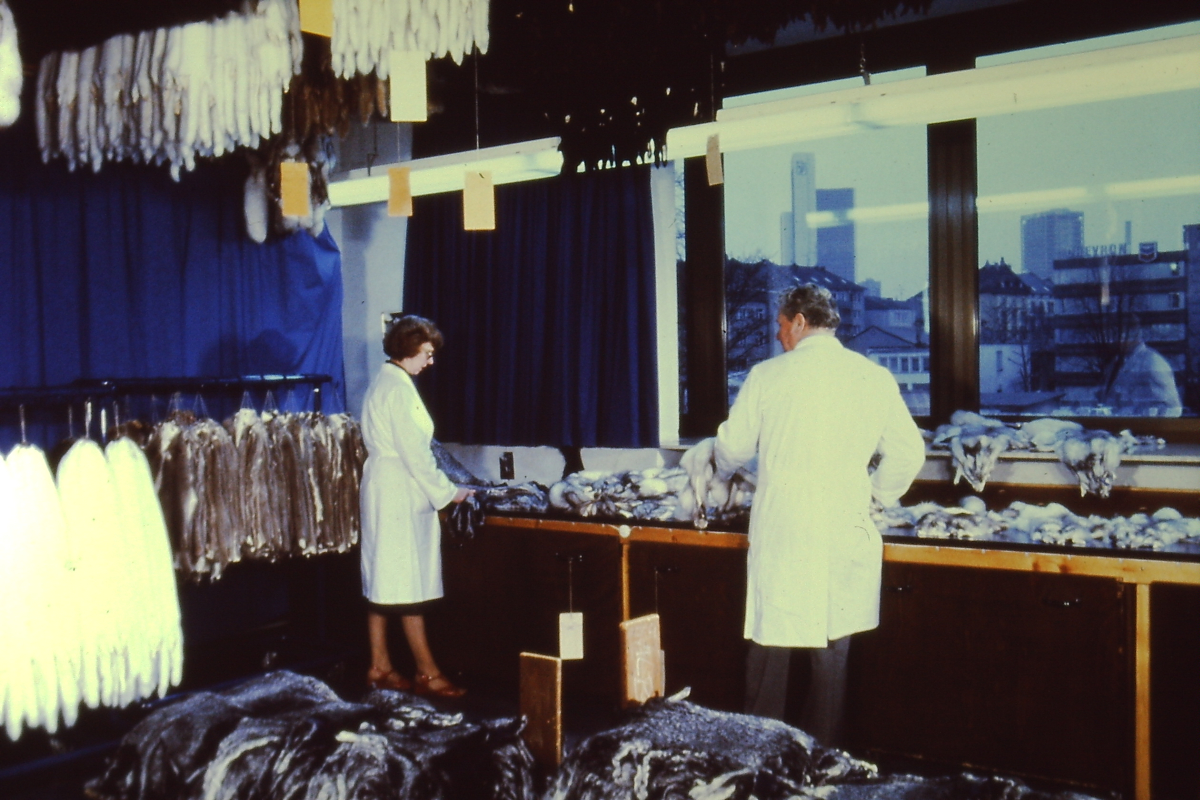
Rosenberg & Lenhart, Rauchwarenhändler Helmut Laux und eine weitere Mitarbeiterin sortieren Blaufuchsfelle

Das Unternehmen Rosenberg und Lenhart, Deutsche Pelzhandelsgesellschaft mbH (R & L) in Frankfurt am Main, Ludwig-Landmann-Straße 349, gehört zu den wichtigsten Rauchwarengroßhändlern und Pelzkonfektionären in Frankfurt am Main. Geschäftsführer im Jahr 2022 ist Andreas Lenhart (* 13. Oktober 1941). Zum 25-jährigen Bestehen, im März 1974, hieß es in einer Pelzfachzeitschrift: „Einer der Marktführer, die dem „Frankfurter Brühl“ das Profil geben. 50 Millionen Inlands-Umsatz – 100 Beschäftigte – zwei Zahlen, die Branchenkennern mehr sagen als viele Worte“.
Ende der 1920er Jahre kam es in Leipzig zum ersten Mal zu einer bloßen Zusammenarbeit zwischen Harry Rosenberg (* 1904; † ) und Arthur Lenhart.
1945 eröffnet Harry Rosenberg in Leipzig, Nikolaistraße 39–45 eine Pelzkonfektionsbetrieb. Nach dem Zweiten Weltkrieg, im Jahr 1948, vereinigten sich (noch in Leipzig?) die Firmen von Arthur Lenhart und Harry Rosenberg. Im Februar 1949 melden sie in Frankfurt am Main die Rosenberg & Lenhart Westdeutsche Pelzhandelsgesellschaft OHG, Düsseldorfer Straße 9, an, innerhalb des neu entstehenden Pelzzentrums um die Niddastraße. 1971 erfolgte ein Umzug in eigenes Firmengebäude auf der Mainzer Landstraße 65. Im Jahr 1973 erwarb das Unternehmen einen Produktionsbetrieb auf Malta.
Seit 1966 führten die Brüder Thomas (* 28. November 1940) und Andreas Lenhart (* 13. Oktober 1941) das Unternehmen in eigener Regie. Wegen des bevorstehenden Generationswechsels wurde R & L im Jahr 2010 in eine Handels- und Konfektionsgesellschaft aufgeteilt und Uwe Fritzsche in die Handels-, Gerhard Fischer in die Konfektionsfirma als geschäftsführende Gesellschafter aufgenommen. Thomas Lenhart war noch weiter für das Unternehmen tätig, vor allem in Osteuropa. Unter anderem war er Mitglied im Groß- und Außenhandelsausschuss der Industrie- und Handelskammer und bis 2008 zeitweiliges Mitglied der Vollversammlung. Bis 2008 war er Handelsrichter am Landgericht Frankfurt am Main.
Gedacht als neuer Standort der Frankfurter Pelzbranche erwarb das Unternehmen das Gelände eines ehemaligen Herrenausstatters auf der Ludwig-Landmann-Straße 349 und errichtete dort 1988 das „R & L Center“, nun nicht mehr in der Nähe des Pelzzentrums Niddastraße. Wohl infolge der verschlechterten Geschäftslage der Branche folgten die übrigen Pelzunternehmen jedoch nicht.
Im Jahr 1988 wurde ein holländisch-ukrainisches Joint-Venture abgeschlossen, mit Tykafurlux, einem Veredlungs- und Konfektionsbetrieb in der Westukraine und dem Bau einer Fabrik in Tysmenyzja (eine Stadt mit tausendjähriger Pelztradition), 1998 mit bis zu 350 Mitarbeitern. Kontinuierlich bestanden Vertretungen in Toronto, New York, Hongkong, London, Paris, Zürich, Kopenhagen und Mailand. Im Jahr 1989 strukturierte sich das Unternehmen, hier vereinfacht dargestellt:
in Deutschland in die R & L Holding mit R & L GmbH Frankfurt, Fa. Denhard, Fa. Ledermann
im Ausland (R & L International) in R & L Holding mit R & L Imperial Products Malta, R & L Grundstücks-Ges. Frankfurt, R & L Zürich, R & L Hongkong, R & L Hongkong mit Steven Chen, R & L New York.
Im Jahr 1993 bestanden Shops in Russland, unter anderem im Moskauer Traditionskaufhaus GUM, in St. Petersburg, Odessa und Novosibirsk. 1997 erfolgte die Gründung der R & L International Trading GmbH mit der Überleitung der Geschäfte auf die nächste Generation. Uwe Fritzsche (* 1958), seit 25 Jahren in der Branche, wurde jetzt Teilhaber.
Im Jahr 2011 schied Andreas Lenhart nach 39 Jahren aus dem Vorstand des weltweiten Branchenverbands IFTF - International Fur Trade Federation aus, dem er die letzten neun Jahre als Chairman vorstand. 2013 löste Andreas Lenhart den Branchenkollegen Herbert Würker im Amt des Vorsitzenden des Deutschen Pelzverbandes e. V. ab.
Für Beginn des Jahres 2016 wurde die altersbedingte Liquidierung des Familienunternehmens Rosenberg & Lenhart Pelzhandels GmbH angekündigt. Die von Andreas Lenhart und Uwe Fritzsche geführte R & L International Trading GmbH blieb bestehen.
Am 13. Januar 2016 wurde Andreas Lenhart für eine Übergangszeit Präsident des Deutschen Pelz-, Groß- und Außenhandelsverbandes.
Im Januar 2017 zog das Unternehmen aus dem R & L Center um nach Oberursel, Hans-Mess-Straße 3.

#### Manakas Frankfurt

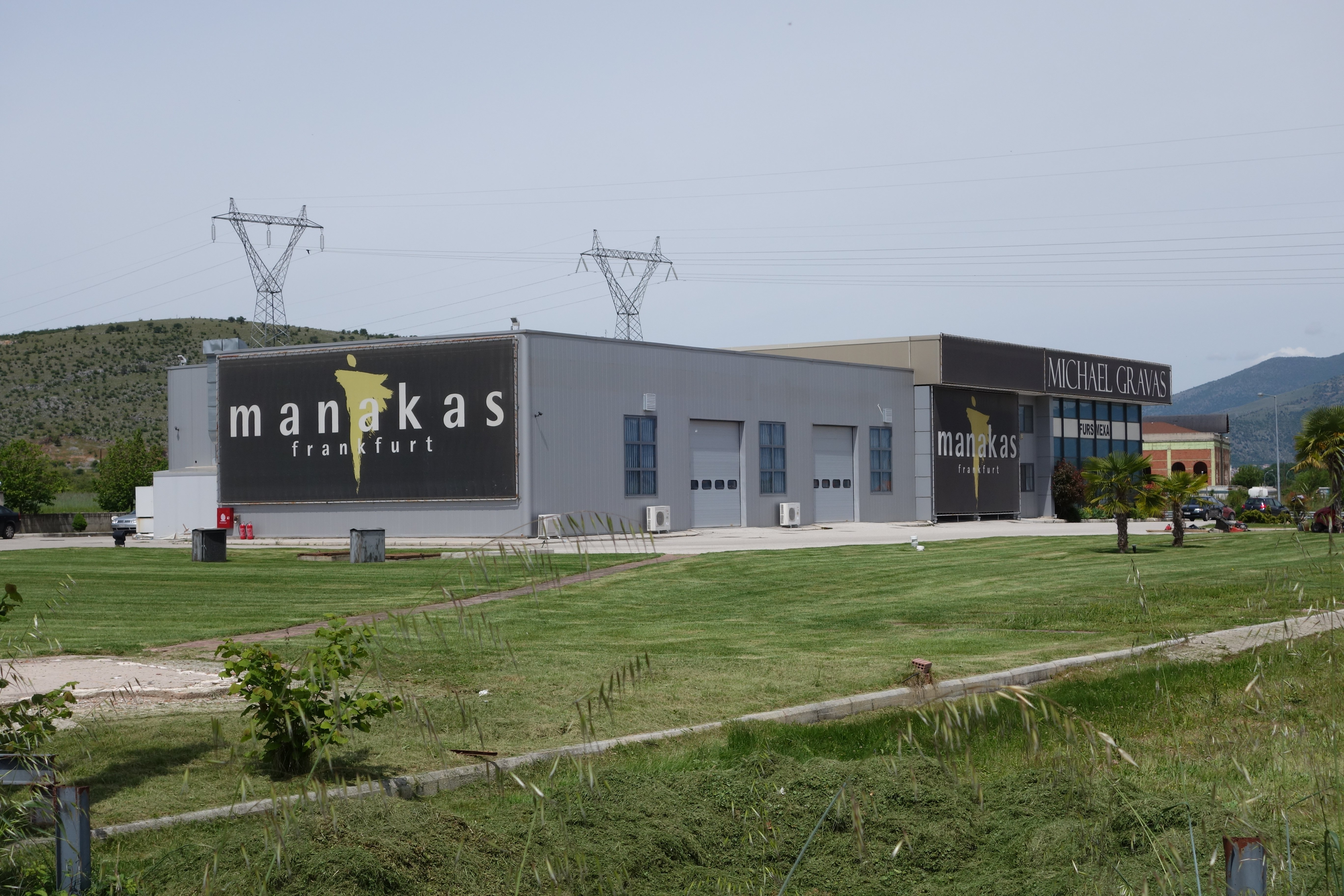
Manakas Frankfurt, Niederlassung im griechischen Kastoria, zusammen mit dem Tochterunternehmen Gravas

Das griechischstämmige Unternehmen Manakas, zeitweilig Manakas & Manakas, in  Frankfurt am Main bezeichnete sich 2022 und den Jahren davor als der „größte Pelzbekleidungshersteller und -produzent in Europa, der nachhaltige und zertifizierte Luxuspelze in die ganze Welt liefert“. Seit über vier Generationen war die Familie Manakas zu der Zeit in der Pelzbranche tätig. Der Hauptsitz befindet sich 2022 in Frankfurt am Main mit Showrooms weltweit in den wichtigsten Modemetropolen.
Im Jahr 1950 verlegte der Vater von Johannes Manakas den Sitz des Unternehmens von Griechenland nach Frankfurt, Johannes Manakas vertritt die vierte Generation des Familienunternehmens. Der Repräsentant der Firma im Jahr 2022 arbeitet seit 1990 im elterlichen Betrieb. Im Jahr 2015  wurde Johannes Manakas zum Vorsitzenden des Internationalen Pelzverbandes IFF gewählt.
In Kastoria besteht außerdem das Tochterunternehmen Gravas.
Bis 2007 hatte das Unternehmen seinen Sitz auf der Frankfurter Niddastraße im Gebäude Nr. 56–58. Seit den Anfangsjahren des Frankfurter Pelzzentrums war das Haus ein „Mittelpunkt des deutschen Fellhandels“ mit vielen weiteren Firmen der Branche. Seit Mai 2007 firmierte Manakas im frankfurtnahen Egelsbach.
Ihren Showroom in Egelsbach stellen sie bei dem jährlichen Branchenevent Market Days Frankfurt auch Mitbewerbern und Zuliefern für Ausstellungszwecke zur Verfügung.

#### Weitere
Weitere bedeutende Pelzkonfektionäre (Mäntel und Jacken) der Bundesrepublik waren oder sind, neben anderen:
- Kreuzberger 6 Kreuberger KG., Berlin
- Rudolf Mittelstädt & Co., Berlin und Frankfurt am Main
- Bernauer Pelzbekleidungswerk G.m.b.H., Bernau am Chiemsee
- Christoph Funk zum Storchen, Biberach an der Riß
- Francofell, Wotschke & Joisten, Frankfurt am Main
- Heinz Müller & Co., Frankfurt am Main
- Christos Pappagelias u. Sohn, Frankfurt am Main
- Salisbury, Frankfurt am Main
- Rolf Schulte, Frankfurt am Main
- Thorer & Hollender, Frankfurt am Main
- Ciufrida, Wilhelm Ciufrida, Hamburg
- Egon Voigtländer, Hamburg
- Bruno Voss & Co., Hamburg
- Paul Knöfel, Ingolstadt
- Lubert de Cologne – Heinz Günter Lubert GmbH, Köln
- Strelocke & Herzberg, Köln
- Ankershofen Pelzbekleidung, München
- Pelzwarenfabrik Becker K.G., Siegen
- Meico-Fell GmbH, Trösel

### DDR

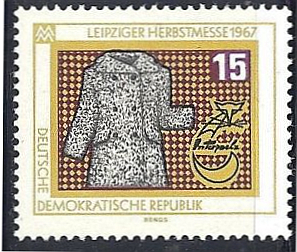
Interpelz, Briefmarke mit Pelzmantel (Leipziger Herbstmesse 1967)

Der Leipziger Brühl war bereits vor dem Zweiten Weltkrieg der wesentliche deutsche Handelsplatz für Rauchwaren (Pelzfelle), seine Weltbedeutung war mit der Vertreibung der jüdischen Unternehmen nach 1933 fast vollständig zu Ende gegangen. Die Pelzkonfektionsfirmen, ebenfalls in großer Zahl von der Judenverfolgung betroffen, waren großteils, zusammen mit der Damenkonfektion, um den Berliner Hausvogteiplatz konzentriert.
Mit allgemein zunehmender Bedeutung der Pelzkonfektion und gleichzeitiger Vergesellschaftung der DDR-Betriebe wurden im Leipziger Raum neue Rauchwarenbetriebe gegründet, mit der Absicht, die Produktion zusammenzufassen und zu einer weniger handwerklichen, mehr industriellen Produktion zu führen. Teils wurde die gesamte Produktionskette, vom Einkauf des Rohfelles, über die Zurichtung und Veredlung bis zum Vertrieb der fertigen Konfektion in einem Betrieb vereinigt (VEB Edelpelz Leipzig-Schkeuditz, VEB Sachsenpelz Naunhof für Autositzfelle). Private kleinere Kürschnereien blieben in erstaunlich großer Zahl bis zum Ende der DDR erhalten.
Die Hauptorganisation war die Anfang 1966 gegründete »Brühlpelz« VEB Leipziger Rauchwarenindustrie, hervorgegangen aus dem 1961 entstandenen VEB Rauchwarenkombinat Leipzig. Alle diese Genossenschaften endeten mit dem Ende der DDR. Versuche westdeutscher Pelzkonfektionäre, in Leipzig wieder Fuß zu fassen, schlugen fehl. Der Frankfurter Pelzmarkt war zu sehr gefestigt und die Nachfrage der Bevölkerung der ehemaligen DDR verlagerte sich weitgehend auf andere, bisher nicht erhältliche Wirtschaftsgüter sowie auf überregionale Urlaubsreisen.

## Österreich
Bis in die 1880er Jahre bestand das Pelzbekleidungsgeschäft in Österreich ausschließlich im Kürschner-Einzelhandel. Als erste war es die Firma Toch, die ihr Geschäft auf den Exporthandel ausdehnte. Andere Wiener Firmen folgten mit insgesamt großem Erfolg. Einige Firmen wie Tlusty, Knöpflmacher & Co. richteten im Umland regelrechte Fabriken ein, um sich die dortigen billigen Arbeitskräfte nutzbar zu machen. Die vorzüglich gearbeiteten Fabrikate der österreichischen Pelzwarenfabrikation spielten eine bedeutende Rolle auf dem Weltmarkt. Mit der Zerschlagung von Groß-Österreich nach dem Zweiten Weltkrieg wurde auch das jetzt tschechische Prag ein Hauptzentrum der Pelzindustrie.
Um gegen den immer stärker werdenden Pelzgroßhandel bestehen zu können, schlug der Wiener Kürschner Alexander Tuma sen. die Gründung eines gemeinsamen Engrosbetriebes der bisherigen  Detailkürschner vor. Nach „schwerem Ringen“ und „von allen Seiten harten Gegenströmungen“ kam es 1909 zur Errichtung der „Wirtschaftsgenossenschaft der Kürschner Österreichs“, die auch einen bedeutenden Aufschwung nahm. Durch Querelen untereinander löste sie sich trotz aller Erfolge allmählich auf, bis ihr durch das nationalsozialistische System endgültig „der Todessturz versetzt“ wurde.
Auf der Pelzmesse Fur & Fashion im April 1990 in Frankfurt am Main waren die österreichischen Aussteller mit einem Gemeinschaftsstand von 12 Firmen vertreten, 9 davon aus Wien.

Empfehlenswerte österreichische Pelz-Fachleute und -Engrosfirmen (Anzeige, 1926)
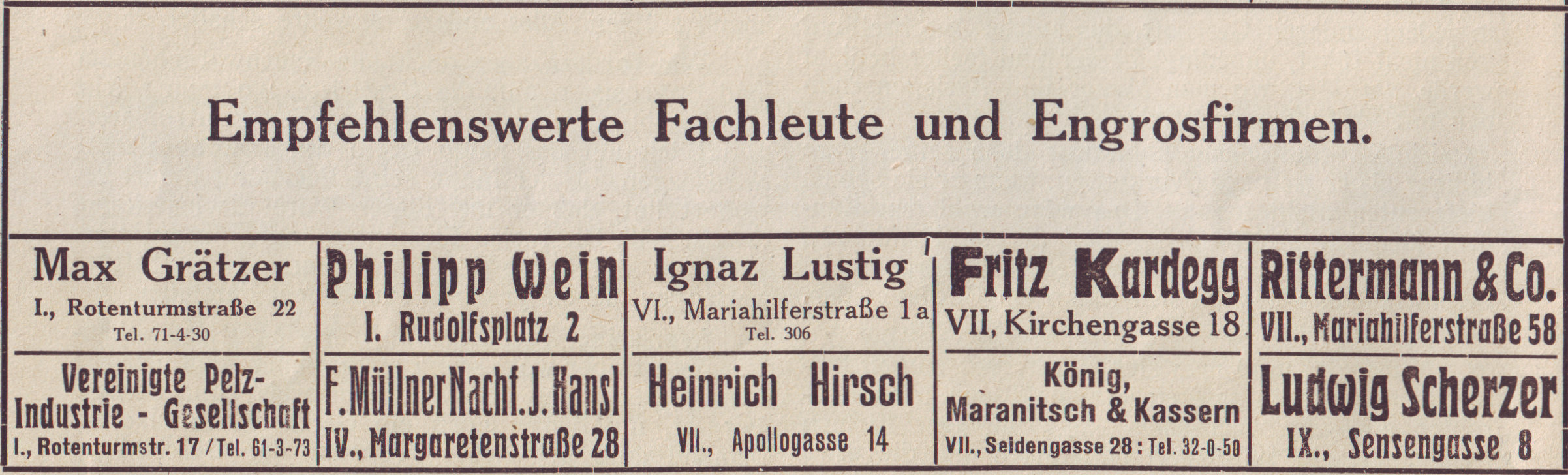

## Belgien (Auswahl)
- Literatur, Declercq Robrecht: Duitse immigrantondernemers in de bonthandel en confectie, een etnische niche? Een onderzoek naar de opkomst en ondergang (1870-1920). Faculteit Letteren en Wijsbegeerte, Rijksuniversiteit Gent (niederländisch)

### Norden Frères

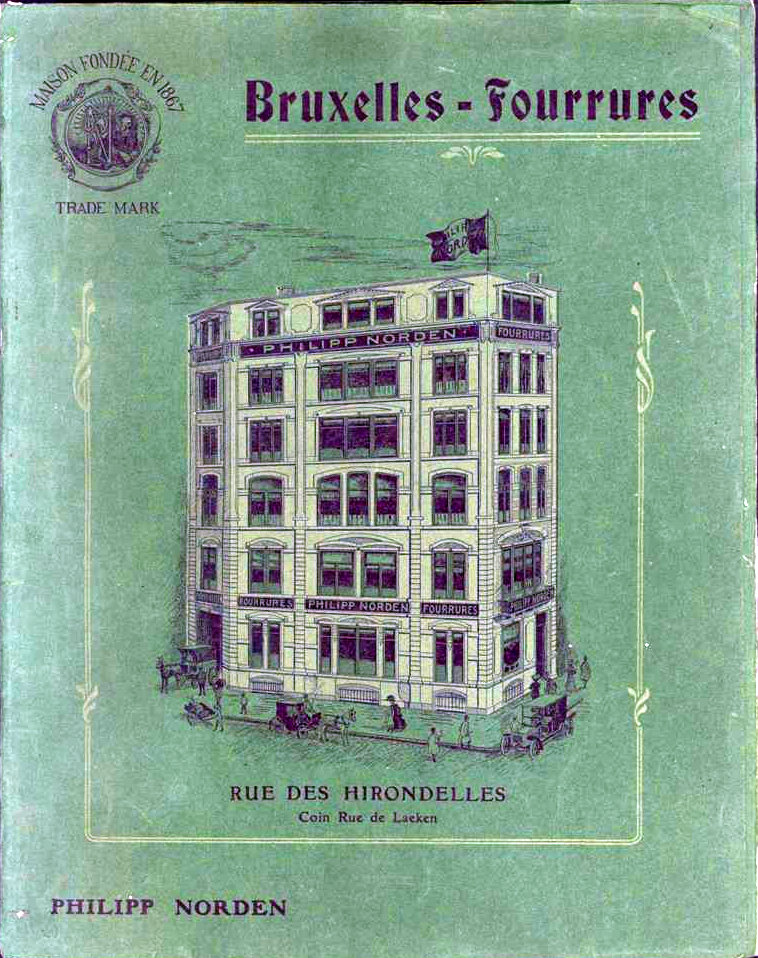
Norden Frères, Rue des Hirondelles, Ecke Rue de Laeken (1900)

Die Firma Norden Frères entstand aus einem in Deutschland gegründeten und bald nach Belgien übergesiedelten Pelzkonfektionsunternehmen. Der Vorgängerbetrieb war bereits einer der größten des Pelzmarkts zu Beginn des 19. Jahrhunderts. Philipp (Philippe) Norden (* 1849) gehörte mit zu den Gründern der Berliner Pelzkonfektion. Bereits Philipp Norden besaß ein gutes, erfolgreiches Pelzunternehmen mit großen Umsätzen. Datum seiner Geschäftsgründung in Leipzig ist das Jahr 1867. Belgien versprach vor dem Ersten Weltkrieg (1914 bis 1918) sehr gute Erfolgsaussichten, und so übersiedelte er mit seiner Firma nach Brüssel, wo bereits einige Unternehmen der Branche ansässig waren. Eine auffallende Konzentration deutscher Pelzhändler entstand in der Innenstadt.
Norden eröffnete in Brüssel, rue de Laeken 55 (Lakensestraat) ein Pelzunternehmen unter dem Eintrag „Philipp Norden & Cie, Kurt & Arthur Norden“, offizielles Gründungsdatum war der 5. April 1905. Die beiden Söhne Kurt (* 1876 in Lissa;[8] † 31. Dezember 1932 in Berlin) waren bereits aktiv im Betrieb tätig. Kurt war in Brüssel aufgewachsen. Er hatte Jura studiert, dann plötzlich umgesattelt und sich dem Fellhandel zugewandt. Das Unternehmen firmierte unter „Norden Frères, Manufacture des Fourrures“, 1908 wurden die Söhne gleichberechtigte Geschäftspartner. Der Kundenkatalog der Saison 1909/1910 nennt neben dem Brüsseler Haus weitere, gleiche Häuser in Paris, London und Lille sowie Vertreter in Berlin, Leipzig, Zürich, Lyon und Amsterdam.
1910 übernahmen die Söhne den Betrieb ganz und nannten sich um in „Norden Frères“. Über Vertreter versuchte das Unternehmen in Frankreich und Deutschland festen Fuß zu fassen. Sie errichteten in Paris eine Zweigstelle, 1905 eine Filiale in der rue Réamur. Größeren Erfolg hatten die Handelsvertreter auch in Großbritannien. In Leipzig wurde die Firma durch Robert Ehrmann vertreten. Im Jahr 1912 wurde in Brüssel unter dem Namen „Emile & Cie.“ ein Detailgeschäft eröffnet.
Zu Beginn des Ersten Weltkriegs wurde das Geschäftshaus der deutschstämmigen Inhaber in der rue de Laeken gestürmt, „glücklicherweise ohne allzu großen Schaden angerichtet zu haben. Nach Einzug der deutschen Truppen trat hier eine Ruhe ein, so daß wir nicht mehr für unser Leben zu fürchten hatten.“ Nach einem Einbruch mit einem Schaden von 20.000 Franc im Jahr 1916 stand das Unternehmen 1919 kurz vor dem Konkurs und wurde unter Zwangsverwaltung gestellt. Der meiste Erlös zur Abdeckung der Schulden wurde durch den Verkauf von Immobilien erzielt, die Aktiva nahm die Familie nach Deutschland mit. Der Verkauf ihres persönlichen Eigentums erbrachte 30.000 Franc. Arthur und Kurt Norden fochten die Zwangsverwaltung nicht an und zeigten keine Absicht, nach Belgien zurückzukehren.

## Frankreich  (Auswahl)

### Revillon Frères

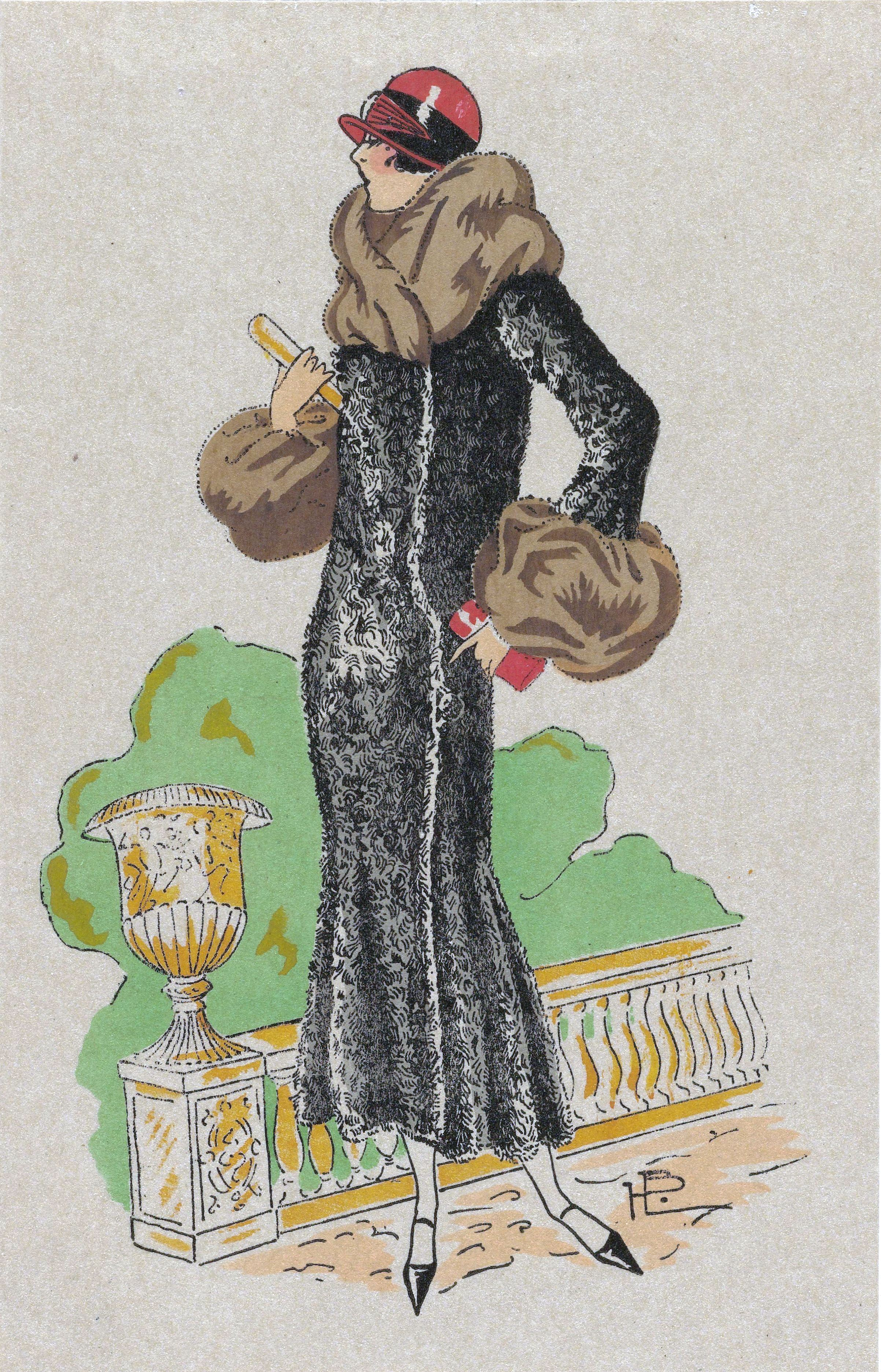
Revillon Frères, „Der gerade Mantel aus Rumpffellen des Persianer weist auf eine gewisse Weite in der Form von den Knien hin. Voluminöser Biberkragen und Manschetten.“ (1924)

Revillon Frères war zumindest in Europa das erste größere Unternehmen mit dem Vertrieb von Pelzkonfektion, es unterhielt hier eine der ersten Pelzwarenfabriken. Im Jahr 1839 hatte Victor Revillon (* 1806; † 1873) die Firma Givelit erworben, die mit 116 Jahren inzwischen eines der ältesten und erfolgreichsten Pelzunternehmen von Paris war.
Die überaus erfolgreiche Idee des Ehepaares Revillon war es, Pelze dadurch preiswerter zu machen, dass man auch bisher weniger beachtete Fellarten der Verwendung zuführte. Begünstigt wurde das Vorhaben dadurch, dass zu der Zeit viele große Kaufhäuser entstanden, die anfangs zögerlich, aber doch sehr bald die Revillon-Kollektionen in ihr Angebot und ihre Kataloge aufnahmen. 1865 erwarb Revillon die Firma Pouchard, in der Victor Revillon seit 1823 seine Ausbildung vervollkommnet hatte. Ab diesem Zeitpunkt wuchs das Unternehmen weiter, bereits 1855 hatte der Umsatz die beachtliche Höhe von 400.000 Francs erreicht. In Amerika hatte Revillon in den 1970er Jahren in den größeren Warenhäusern 20 Pelzboutiquen eröffnet. Die Luxuspelze wurden auch an große Kaufhäuser in Europa, Japan und Mexiko geliefert.
Der rapide Anstieg des Pelzverbrauchs und das beständige Anwachsen des Unternehmens ermöglichte bald eine immer größere Aufteilung der einzelnen Arbeitsvorgänge auf geringer zu qualifizierende Arbeitskräfte. Revillon war damit der wesentliche Vorreiter der Spezialisierung in der industriellen Pelzherstellung. Es gab jetzt den Gesellen, der nur schneidet, den Zwecker, die Maschinennäherin-Handnäherin, Ausfertigerin-Fütterin und den Pelzklopfer. Die hier beschäftigten Kürschner, zeitweilig besonders aus Deutschland, trugen ihr Wissen später vor allem in die Pelzindustrie der Vereinigten Staaten weiter. Werkstattleiter war Anfang des 20. Jahrhunderts bis zum Ausbruch des Ersten Weltkriegs der später in Berlin selbständige Paul Larisch.
Bis in die 1960er Jahre brillierte das Unternehmen als Name für Luxuspelze, bis zum Niedergang dieses Materials in den 1970er Jahren. 2007 wurde die Marke Revillon an Yves Salomon verkauft, einen Lieferanten der großen Modehäuser. Die bisherige Gesellschaft Revillon behielt die Auswertung der Marke Revillon für Parfums, Kosmetika und Accessoires.

## Griechenland, Türkei

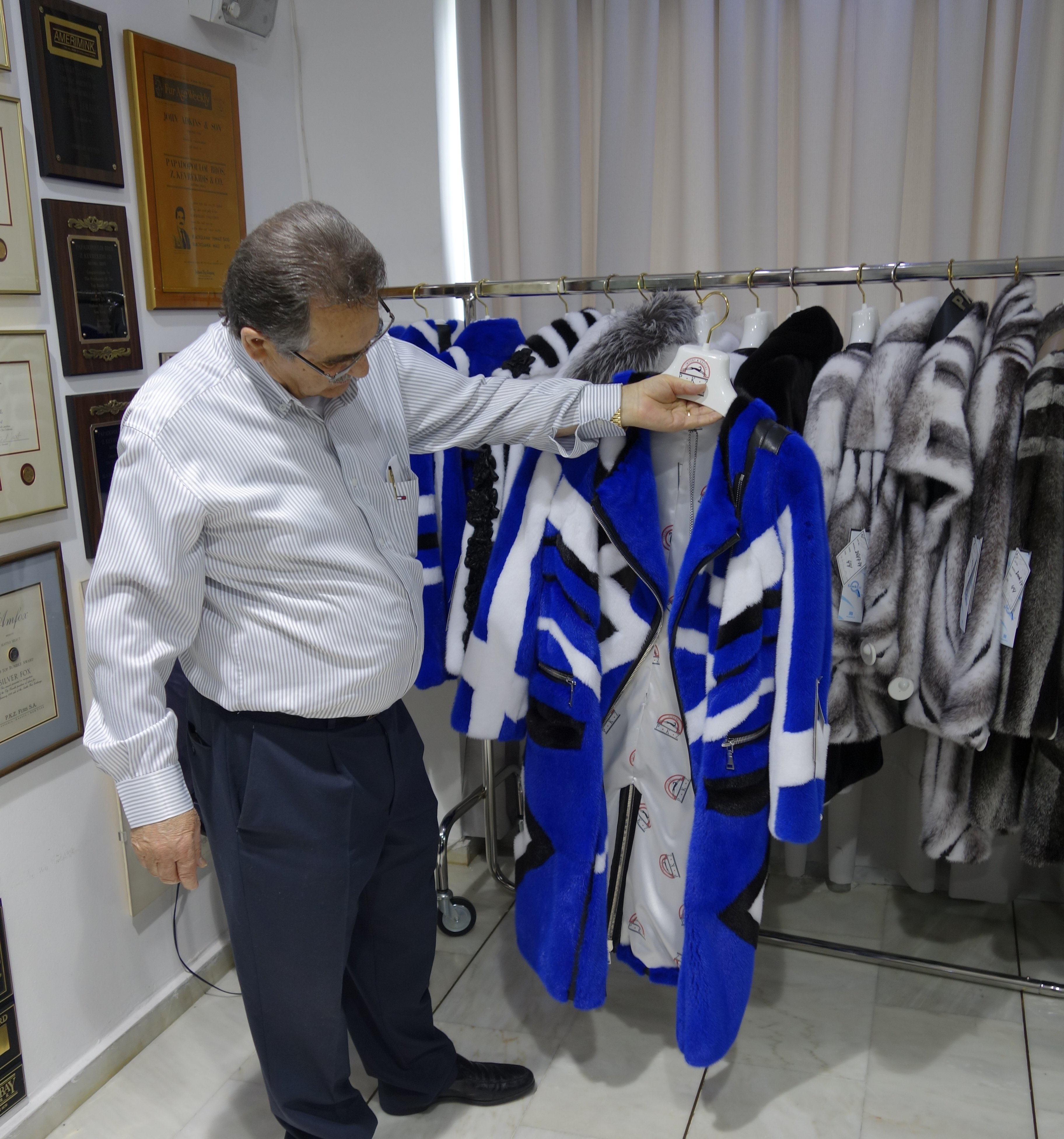
Pelzkonfektionär Christos Papadopoulos, Kastoria, mit einem Designermantel aus Nerzfell (2014)

Wenn in der Pelzbranche von der Stückenverarbeitung gesprochen wird, ist das in der Regel gleichbedeutend mit Kastoria, der griechischen Stadt in der Nähe Albaniens. Der zweite, 50 Kilometer entfernte, kleinere, ebenfalls mit der Pelzstückennäherei befasste Ort Siatista ist nur wenigen geläufig. Die Zahl der Pelzbetriebe betrug 1972 etwa 2000. 1988 wurde die Gesamtzahl der Werkstätten in den Gebieten in und um Kastoria und Siatista mit 5000 angegeben, die zusammen 15.000 Mitarbeiter beschäftigten. Rund 80 Prozent der in Industrie und Gewerbe tätigen Menschen im Kreis Kastoria, einer ansonsten land- und forstwirtschaftlich geprägten Gegend, waren 1978 in der Pelzindustrie beschäftigt.
Die Pelzverarbeitung und der Pelzhandel Griechenlands befindet sich schwerpunktmäßig mit weit überregionaler Bedeutung im Regionalbezirk Kastoria, um und in der Stadt Kastoria und dem kleineren Siatista. Ursprünglich beschäftigte man sich hier fast ausschließlich mit der Verwertung der in der westlichen Welt bei der Pelzverarbeitung anfallenden „Fellstücken“.
Lange Zeit standen die Angehörigen der Ypsilantis an der Spitze der Kürschnerinnung in Konstantinopel, Türkei, unter denen sich die Würde des Großkürschners vererbte. Die Ypsilantis sind eine bedeutende griechisch-phanariotische fürstliche Familie, die bis auf das Jahr 1064 urkundlich nachgewiesen ist, ursprünglich aus Trapezunt (türkisch Trabzon) stammte, später hauptsächlich in Konstantinopel ansässig war und deren Mitglieder sowohl im Osmanischen Reich als auch im unabhängigen Griechenland hohe Staatsämter bekleideten. Der Pelzhändler Emil Brass schrieb 1911: „Heute gehören die Ypsilantis dem rumänischen Hochadel an und erinnern sich wohl nicht gern mehr ihrer mit Zweckzange und Nadel hantierenden Vorfahren“.
Im Jahr 1978, zur Hauptzeit der westlichen Nachkriegspelzmode, beschrieb Leonidas Pouliopoulos die inzwischen etwas gewandelte Situation in Kastoria:
„Die Arbeit der Kastorianer gliedert sich in zwei Hauptteile:
1. Die Herstellung von Bodys aus Nerz-, Persianer- und anderen Pelzabfällen.
2. Die Herstellung von Mänteln, Jacken und Paletots hauptsächlich aus Nerz- und Persianerfellen in Lohnarbeit.
Die Verarbeitung von Fellresten (Pelzabfälle) ist noch heute die Haupttätigkeit, die größtenteils auf eigene Rechnung der einheimischen Firmen geschieht.“
Die aus Kastoria nach Amerika exportierte Pelzkonfektion bestand um 1980 noch zu 98 Prozent aus Fellstücken.
Etliche der kleinen Pelzverarbeitungsbetriebe haben sich zu großen Konfektionshäusern entwickelt. Große, teils pompöse Häuser um Kastoria zeugen davon, dass sie nicht nur Großhandel betreiben, sondern dass auch der Einzelhandelsverkauf ein wichtiger Umsatzträger ist. In der Vergangenheit wurden aus Russland und den Emiraten zeitweilig Charterflüge durchgeführt, wenn ein Kauf zustande kam, war der Flug umsonst. Auch unterhielten die Konfektionäre Geschäfte in den großen Städten und Badeorten Griechenlands, Russlands, den Emiraten (Dubai) und andernorts. Einige kleinere Kürschner haben Ausstellungsräume im gemeinsamen „Edika Kastorian Fur Center“.
Nach dem Zweiten Weltkrieg verlagerte sich ein Teil der dortigen Pelzverarbeitung auf die Herstellung von Pelzkonfektion. Die handwerklichen Kenntnisse hatten sich viele der Pelznäher als Gastarbeiter in der Bundesrepublik und den USA angeeignet. Es entwickelten sich bedeutende Pelzkonfektionsunternehmen mit erheblichem Umsatz. Etliche erbauten im Umfeld von Kastoria repräsentative Geschäftsgebäude, in denen auch ein Verkauf an Endverbraucher stattfindet, lange Zeit an größtenteils aus den Emiraten und Russland eingeflogene Kunden.
Dieser Wirtschaftszweig ist noch heute auf internationalen Märkten erfolgreich, auch sind griechische Pelzkaufleute und Konfektionäre auf der ganzen Welt ansässig und pflegen die Verbindungen in ihre Heimat, wenngleich auch griechische Unternehmer die Produktion zunehmend in Billiglohnländer, vor allem China, verlagerten. Im Mai 2022 fand in Kastoria, „dem einzigen Produktionszentrum in der westlichen Welt“, die 47. Pelzmesse „International Fur Fair“ statt.
Die Covid-19-Pandemie und die Invasion Russlands in die Ukraine (Russland, neben China inzwischen der wichtigste Abnehmer des griechischen Pelzkonfektion) brachten viele griechische Unternehmen der Pelzbranche in erhebliche Schwierigkeiten. Wesentliche griechische Pelzkonfektionäre waren 2022 unter anderem die Firmen Gliagas Bros SA, Rusulis Bros, Ditsios Bros SA, Cris Rusulis, PKZ Furs (Cristos Papadopoulos), Varnis Markos Vitaniotis, Expopel (S. A. Konstantinos Vlachakis) und Tsoukas Bros.

## Italien (Auswahl)

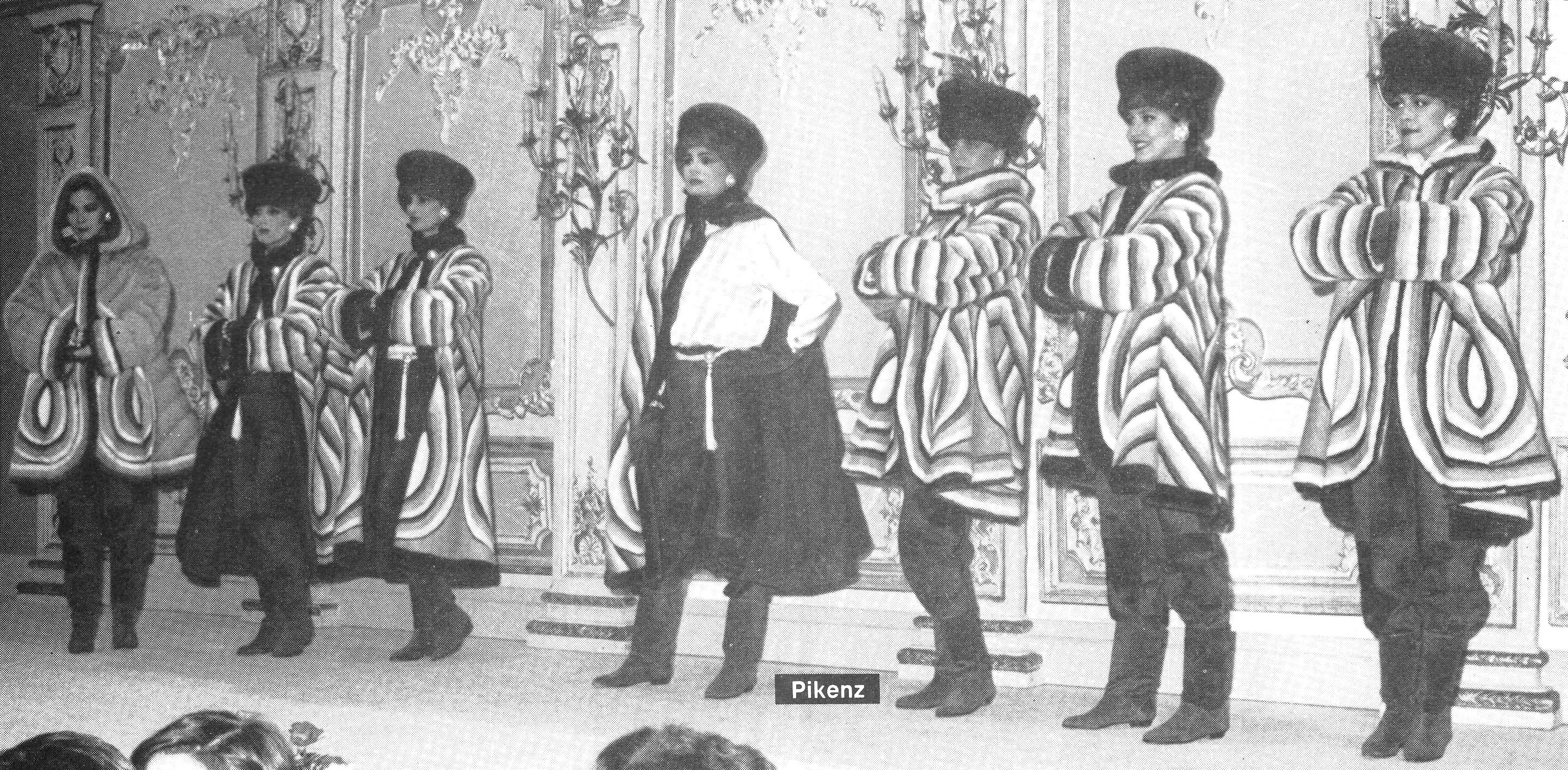
Nerzmäntel der Firma Pikenz auf der Frankfurter Pelzmesse (1983)

Italien hatte dank seiner, zusammen mit Paris, herausragenden Position, vor allem in der Haute Couture, nach dem Zweiten Weltkrieg auch eine führende Stellung vorwiegend exklusiver und modischer Pelzmode. Die alljährliche Pelzmesse Mifur mit internationaler Beteiligung ist, ehemals nach der Pelzmesse in Frankfurt am Main, die zumindest in Europa bedeutendste der Branche. Sie überdauerte die Frankfurter Messe, die 2008 das letzte Mal stattfand. Besonders sticht das Modehaus Fendi hervor, für das Karl Lagerfeld jahrelang eine Pelzkollektion erstellte. Diese Modelle fanden sich vor allem in der Vergangenheit exklusiv in den jeweils feinsten Modegeschäften der Großstädte.
Weitere bedeutende Pelzkonfektionäre sind oder waren, neben vielen anderen, Albertalli Pelliccerie s. p. a. in Mailand, Condorpelli in Bologna und Mailand, CW Furs s. p. a. (CW Furs) in Mailand, Giancarlo Ripà in Rom oder Pikenz in Mailand. Romagna Furs hatte seinen Firmensitz in San Marino, bis 2010 eine Steueroase. Das Unternehmen führte zwar die hochwertigen Pelzarten, vom Nerz bis zu Chinchilla und Zobel, aber dies zumeist im niedrigstmöglichen Preisbereich.

### Fendi

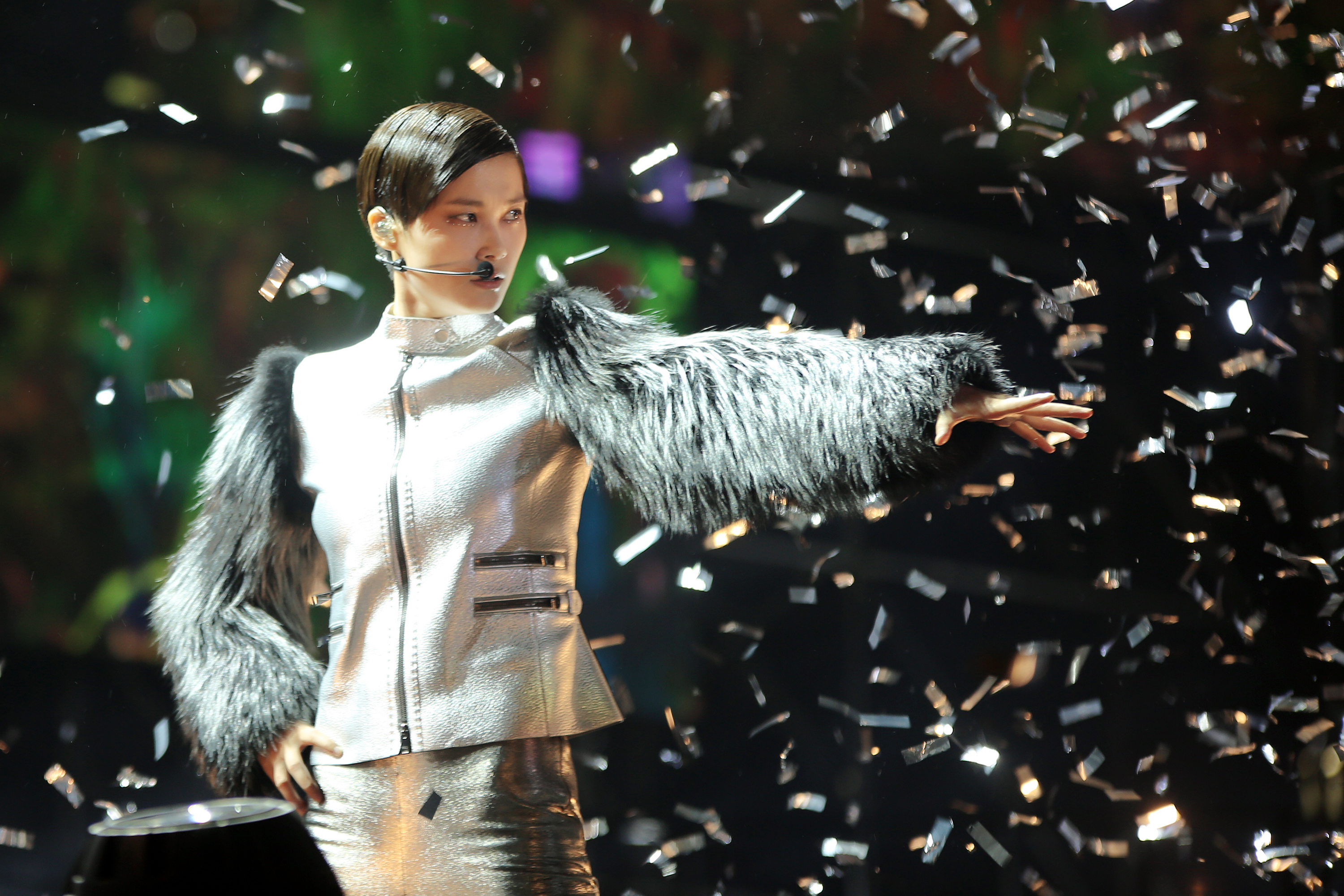
Fendi, Jacke mit Fuchsfell (2015)

Fendi wurde 1925 als Handelsfirma für Pelze und Leder in Rom etabliert. Die weltweit renommierte Marke für Luxusgüter wird seit 1999 unter dem Dach des LVMH-Konzerns geführt. Unter dem Markennamen Fendi werden unter anderem über ein weltweites Netz von fast 200 eigenen Boutiquen hochpreisige Bekleidung und Accessoires für Damen, Herren und Kinder sowie Pelze, Lederwaren, Uhren, Parfüm und Einrichtungsgegenstände angeboten. Der Deutsche Karl Lagerfeld war von 1965 bis zu seinem Tod im Februar 2019 Chef-Designer der Fendi-Damenkollektionen, insbesondere auch für die Pelz-Haute-Couture.
Die Geschichte des Modehauses begann 1918 mit der Eröffnung eines Geschäfts für Pelze und Lederwaren in der Via del Plebiscito in Rom durch Adele Casagrande (1897–1978). Nach der Heirat Casagrandes mit Edoardo Fendi (1904–1960) im Jahr 1925 trafen die Eheleute die Entscheidung, das Unternehmen in Fendi umzubenennen. Dieses Datum gibt Fendi als Gründungsjahr des Unternehmens an. Das Geschäft florierte und einige Jahre später, 1932, wurde ein neues Ladengeschäft in der Via Piave eröffnet. Das Ehepaar Fendi hatte fünf Töchter: Paola (* 1931), Anna (* 1933), Franca (* 1935), Carla (1937–2017) und Alda (* 1940), die 1946 nach dem Zweiten Weltkrieg allesamt in den elterlichen Betrieb einstiegen. 1955 veranstaltete Fendi die erste Pelz- und Lederwaren-Modenschau. 1964 erbte jede der Fendi-Töchter 20 % am elterlichen Unternehmen und sorgte fortan für einen eigenen Geschäftsbereich, Paola kümmerte sich um die Pelzkollektion.
Im Jahre 1965 verpflichteten die Fendi-Schwestern erstmals den deutschen Modeschöpfer Karl Lagerfeld als Designer. Lagerfeld war bis zu seinem Ableben im Jahr 2019 bei Fendi beschäftigt. Im Jahr 1969 präsentierte Fendi erstmals eine Pelz-Kollektion im Palazzo Pitti in Florenz. Diese „Haute Fourrure“ (dt. „Gehobene Pelzmode“, in Anlehnung an Haute Couture) war allerdings so teuer, dass die Fendi-Schwestern entschieden, im selben Jahr eine eigene Ready-to-wear-Kollektion für Pelzmode zu kreieren.
Ende der 1980er, Anfang der 1990er Jahre geriet das Haus Fendi in eine Krise. Die Pelzkollektion entsprach nicht mehr der damaligen politischen Korrektheit, Naomi Campbell verlor ihre Position als Sprecherin von PETA, nachdem sie sich 1997 auf einer Fendi Modenschau im Pelz gezeigt hatte. Das Image des Hauses wurde durch unzählige Fälschungen der Produkte stark beschädigt, die Umsätze brachen ein. In Folge wurde das Konfektionskleidungs-Segment ausgebaut. Ende Januar 2021 präsentierte Jones Fendis erste Haute Couture Frühling-/Sommer-Kollektion. Das Modehaus war dafür als Membre Correspondant (korrespondierendes Mitglied) vom Pariser Modeverband Chambre Syndicale de la Haute Couture aufgenommen worden. In der Vergangenheit hatte Fendi Kollektionen im obersten Preissegment als Haute Fourrure mit Schwerpunkt Pelzmode lediglich für die Saisons Herbst/Winter präsentiert.

#### Eurofur

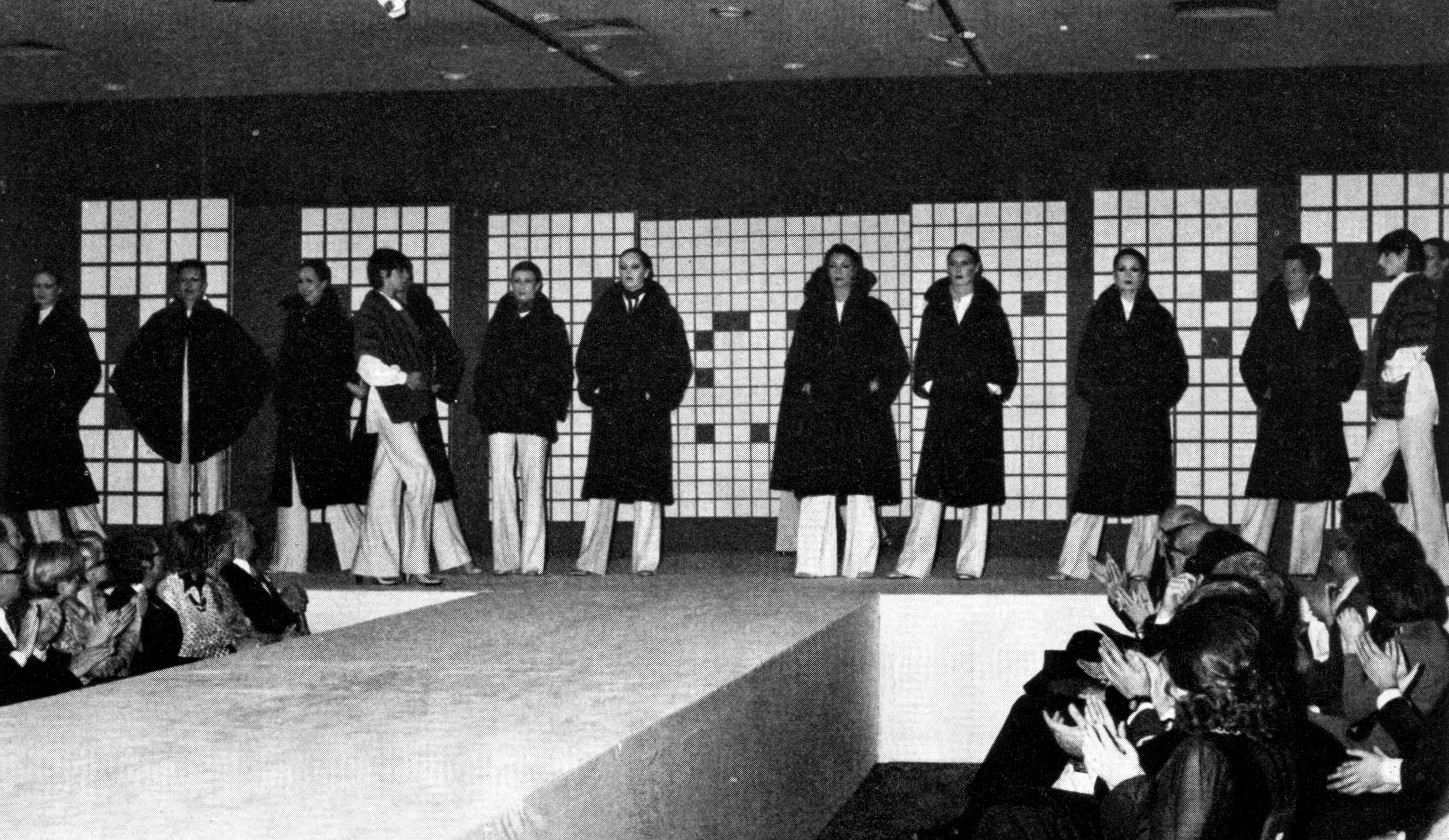
Eurofur, „jetzt auch in Frankfurt am Main“ (Modenschau, 1976)

Unter dem Namen Eurofur wurde ein Großbetrieb für Pelzkonfektion von erheblichem Ausmaß in Cervarese Santa Croce in der venezianischen Tiefebene völlig neu geschaffen, eröffnet Ende Oktober 1964. Initiator war der Londoner Geschäftsmann Landau, der seit Jahren versuchte Pelzkonfektion in Großbetrieben herzustellen, in Großbritannien aber auf Ablehnung gestoßen sein und keine Erlaubnis für deren Errichtung bekommen haben soll.

## Skandinavien

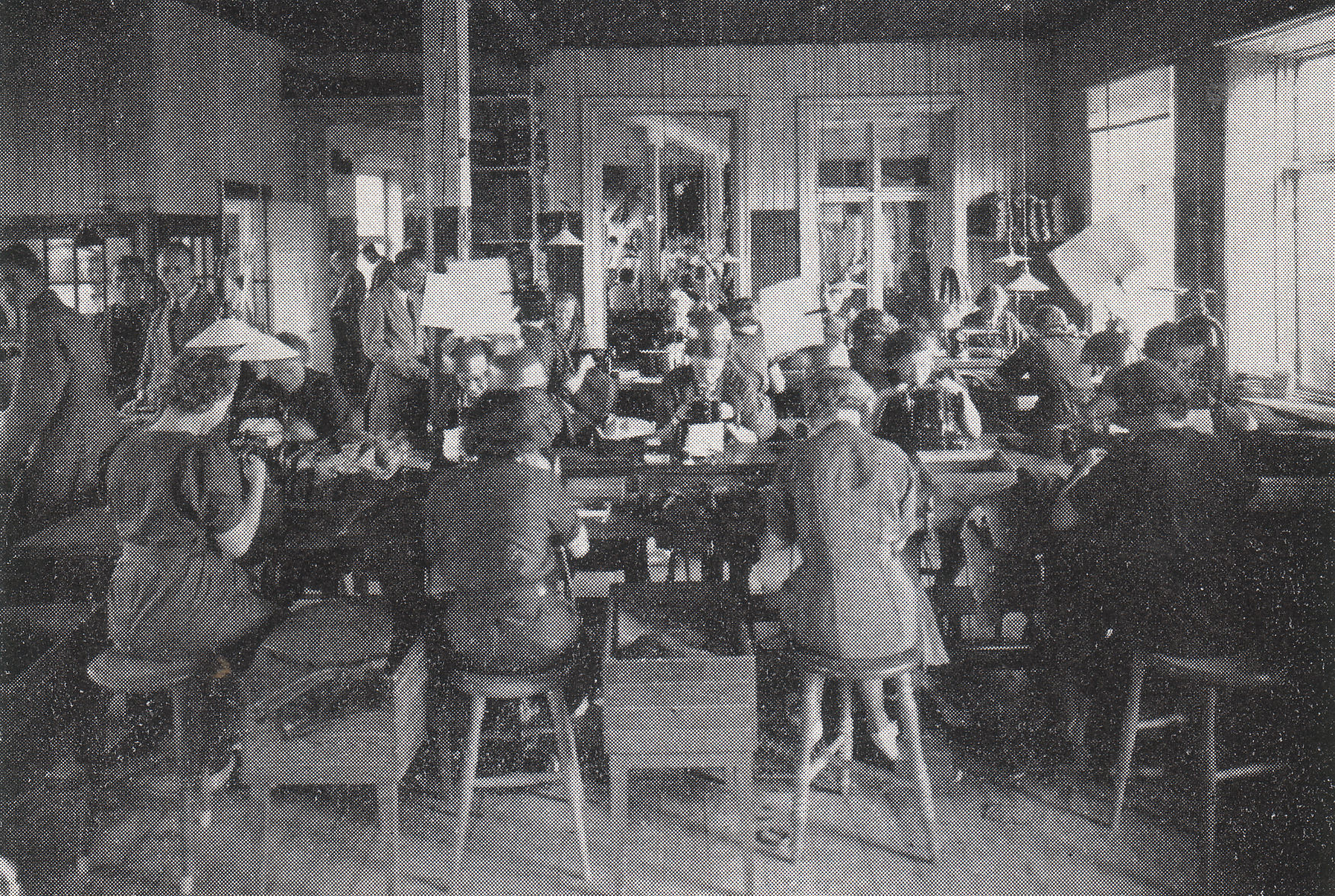
Werkstatt der Firma Tranås Pälsstaden, Tranås (ca. 1912)

Mit dem Aufkommen der Pelzkonfektion reisten anfangs nur Hamburger Geschäfte mit ihrer fertigen Ware nach Skandinavien, seit Anfang der 1880er Jahre traten Berliner Konfektionäre mehr in den Vordergrund. Als durch gestiegene Einfuhrzölle das Importgeschäft von Konfektion schwieriger wurde, eröffneten die Hamburger und Berliner Häuser dort eigene Werkstätten.
Gab es anfangs neben den Detailkürschnern eigentlich nur die beiden Firmen Forssel in Stockholm und den großen Mantelproduzenten J. Moresco in Kopenhagen, betrieben um 1925 verschiedene Unternehmen die Großhandelsproduktion. J. Moresco hatte bereits etwa 1905 die Zahlungen eingestellt, während Forssel noch „ein Welthaus ersten Ranges“ war. Brass hob für diese Zeit besonders die Firmen Wettergreen in Göteborg, Malmö und Goldstein & Sohn in Kopenhagen und das Bekleidungs- und Konfektionsunternehmen Fougstedt-Malmö hervor. Von diesen Unternehmen war nur noch Goldstein und Sohn in den Pelzfachverzeichnissen der Jahre 1970 und 1984, jetzt in Malmö, eingetragen.
Der Ort Tranås in der schwedischen Provinz Jönköpings län in der historischen Provinz Småland wird wegen der dort beheimateten Pelzindustrie als „Pelzstadt“ bezeichnet. Die Unternehmen richteten dort im Jahr 2003 ein Pelzmuseum ein.
- Birger Christensen unterhielt eigene Geschäfte in New York, Kuwait und anderen Orten.[87]

## China

Pelz-Einkaufs-Center in Hubai, Hongkong (2011)

Im China existierten bereits um 1800 zahlreiche Großkürschner, besonders in Shansi. Die jahrhundertelang gleich gebliebene Form der Tracht war eine günstige Grundlage für eine Massenanfertigung. Sie fertigten aus verschiedenen Fellarten die Pelzfutter der Reitjacken und langen Röcke mit verhältnismäßig schmalen, überlangen Ärmeln, hauptsächlich in zwei Größen, sogenannte Manquas und Fellkreuze. Die im Körperteil längere Ausführung der Kreuze, im Fellhandel „Robes“ genannt, waren verhältnismäßig selten.
Die Angestellten, Agenten und deren Kunden dieser Großhändler handelten die Fabrikate über ganz China bis in den fernen Süden. Sie unterhielten Läden in allen chinesischen Städten, in denen man auch die fertigen Futter, mit Seidenstoffen bezogen, kaufen konnte. In einzelnen Städten fanden sich ganze Straßenreihen nur mit Kürschnern, zum Beispiel in Peking oder Mukden.
Die Kompradore der großen europäischen Firmen besaßen eigene chinesische Filialen in Kalgan, Singanfu (heute Xi’an), Lanshan („Lanschanfuh“) und anderen Orten im Landesinnern, wo sie neben Fellen auch die daraus gefertigten Fabrikate einkauften.
Um die Jahrtausendwende war der chinesische Pelzhandel bereits von einem weltweiten Lieferanten von Pelz-Halbfertigprodukten zu einem Lieferanten von Pelzkonfektion aufgestiegen. Für den westlichen Markt waren das vor allem Kleinteile aus den gängigen Fellarten Kanin und Nerz, aber auch anderen Fellarten. Das niedrige Lohnniveau ermöglichte es, in der neu entwickelten Technik des Verwebens und Flechtens von schmalen Fellstreifen gefertigte Schals und Westen sehr preiswert anzubieten.
Die Geschichte der Pelzindustrie in der chinesischen Sonderverwaltungszone Hongkong reicht zurück in die 1930er Jahre, als einige erfahrene Kürschner aus Shanghai und Ningbo hier Werkstätten und Einzelhandelsgeschäfte eröffneten. Anfänglich bediente der Handel den heimischen Markt, der durch den wachsenden Wohlstand der einheimischen Kundschaft stetig wuchs, hinzu kam eine kontinuierlich wachsende Anzahl von Touristen. In den 1950er und 1960er Jahren siedelten sich beständig weitere Kürschner aus Shanghai an. 1970 öffnete sich der Markt nach Japan, verbunden mit einer erheblichen Zunahme des Exports. Eine Zeitlang war Hongkong der weltgrößte Exporteur von Pelzwaren. Die Hafenstadt hatte sich zu einem bedeutenden Lieferanten von Pelzkonfektion entwickelt, hauptsächlich im Billigpreisbereich. 1981 gab es hier zweihundert Pelzfabriken mit 10 bis 600 Mitarbeitern. Als eigentlicher Begründer der dortigen Pelzindustrie wurde Mr. Stephen Fong genannt, der sich etwa 1940 mit seinen mitgebrachten Arbeitnehmern hier angesiedelt hatte. Um 1991 betrug der weltweite Export von Pelzbekleidung aus Hongkong über eine halbe Milliarde DM. Die Produktionsstätten lagen jedoch nicht in den damals mit von der chinesischen Regierung ausgewiesenen Gebieten mit Sonderstatus (zum Beispiel Shenzhen an der chinesischen Hongkong-Grenze), sondern grenznah dahinter auf „tatsächlich“ chinesischem Bereich, wo ein Monatslohn etwa 120 Mark betrug. Seit 1982 findet alljährlich die Pelzmesse Hong Kong International Fur Fair statt.
Entgegen dem zurückgehenden Geschäft in Europa boomte seit etwa 1995 der chinesische Pelzmarkt, in vielen Städten entstanden große Pelz-Einkaufscenter. Der wohl größte Einzelhändler Chinas, Harbin International Fur City (HIFC), bot in Harbin Pelzkonfektion auf einer Fläche von 11.000 Quadratmetern an. Die Bedeutung des Landes innerhalb der Pelzkonfektion zeigt sich unter anderem daran, dass das ehemals größte Auktionshaus für Pelzfelle, das dänische Kopenhagen Fur, 2014 in Tong Er Pu (Provinz Liaoning) in China das weltweit erste Zollfreilager, als Kühlhaus, für Felle der dortigen Kunden errichten ließ.

### Fur Factory Nr. 3
Im Jahr 1981 folgte eine Gruppe deutscher Pelzfachleute eine Einladung nach Peking und Shanghai. Das besichtigte, als Fur Factury Nr. 1 bezeichnete Unternehmen war ein reiner Pelzzurichtungs- und Veredlungsbetrieb. Die auch besuchte, Konfektion produzierende Pelzfabrik Nr. 3, ebenfalls in Peking, hatte eine Fläche von ca. 10.000 Quadratmetern und beschäftigte etwa 1100 Mitarbeiter. Die Spezialität dieses Betriebes waren Felle aus Wildfängen, am Lager befanden sich etwa 3 Millionen Felle von etwa 60 Pelztierarten, „von der Hauskatze bis zum Blaufuchs“. Die Qualität der Felle ließ, wegen der schlechten Pelzzurichtung und Veredlung, damals noch zu wünschen übrig. Die Ausbildung der Arbeiter erfolgte entweder durch Anlernen im Betrieb oder durch eine Spezialschule (mit Abschlussprüfung). Der Monatslohn der Näherinnen betrug durchschnittlich 40 Yuan, damals ungefähr 50 Mark. Die Arbeitszeit betrug acht Stunden an sechs Tagen, der Jahresurlaub acht Arbeitstage plus drei Feiertage. Durch noch mangelnde Ausstattung mit Maschinen war die Arbeitszeit pro Teil deutlich länger als in Westeuropa. In diesem Betrieb wurden „die »berühmten« Blaufuchs-»Lederjacken mit Fellstreifen« hergestellt. Die Etiketten »Pelz-Boutique C&A« waren bereits eingenäht.“ Durch ein Galonieren mit Lederstreifen sahen die Jacken zwar noch etwa wie Felljacken aus, die Lederfläche war aber meist deutlich größer als der Fellanteil, der Preis entsprechend billiger.

### Animal By-Products
Das ebenfalls 1961 von den deutschen Fachleuten besuchte Unternehmen Animal By-Products in Shanghai vertrieb, seinem Namen entsprechend, nicht nur Felle und Pelzwaren, sondern die gesamte Palette tierischer Produkte. Das den Pelz betreffende Produktionsprogramm einschließlich der Fellveredlung umfasste vorwiegend Lammfelle, daneben auch Wieselfelle, Hundefelle, Tanukifelle, Pahmifelle, Fuchsfelle, Nerzfelle und Felltafeln. Die Gesamtproduktion der Veredlung betrug jährlich 5 bis 6 Millionen Felle, die der Konfektionsfertigung 40.000 bis 50.000 Teile. Es bestand zwar eine eigene Abteilung für Formgebung, bei den Lohnaufträgen von damals vorwiegend japanischen und deutschen Kunden wurde das Design jedoch von den Auftraggebern vorgegeben. Die Gesellschaft unterhielt eine eigene Schule, die eine Abschlussprüfung durchführte.

## Südkorea

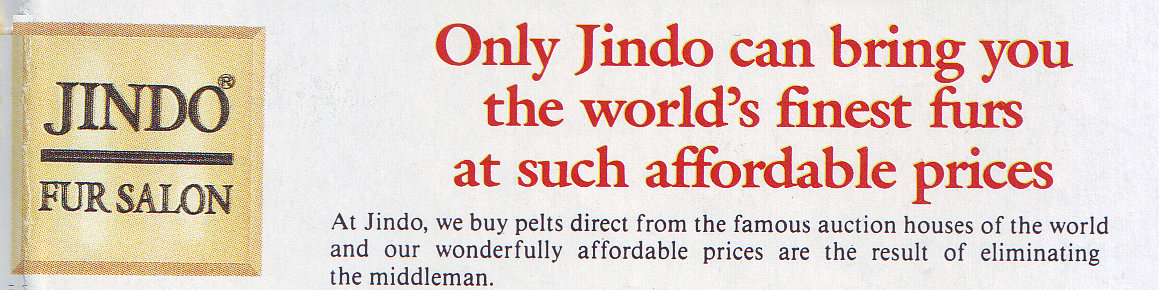
Jindo Fur Salon, „Nur Jindo kann Ihnen der Welt feinste Pelze zu solch erschwinglichen Preisen anbieten“ (Anzeige 1986)

In Korea war der Verbrauch und die Ausfuhr von Pelzen seit jeher kaum nennenswert, erst seit Anfang des 20. Jahrhunderts erfolgte ein etwas stärkerer Export an Pelzfellen.
Mitte 1986 übernahm die Firma König Pelze GmbH die Vertretung für die Firma Jindo GmbH, Dreieich. Jindo Industries ist ein Staatshandelsunternehmen aus Seoul, Südkorea. Jindo rühmte sich 1986 als das größte Pelzmoden-Handelshaus der Welt. Da das koreanische Unternehmen gleichzeitig begonnen hatte, im Ausland Einzelhandelsgeschäfte zu errichten, um seine Ware direkt zu vermarkten, führte dies zu einiger Verstimmung im konkurrierenden Pelz-Groß- und Einzelhandel.

## USA, Kanada (Auswahl)

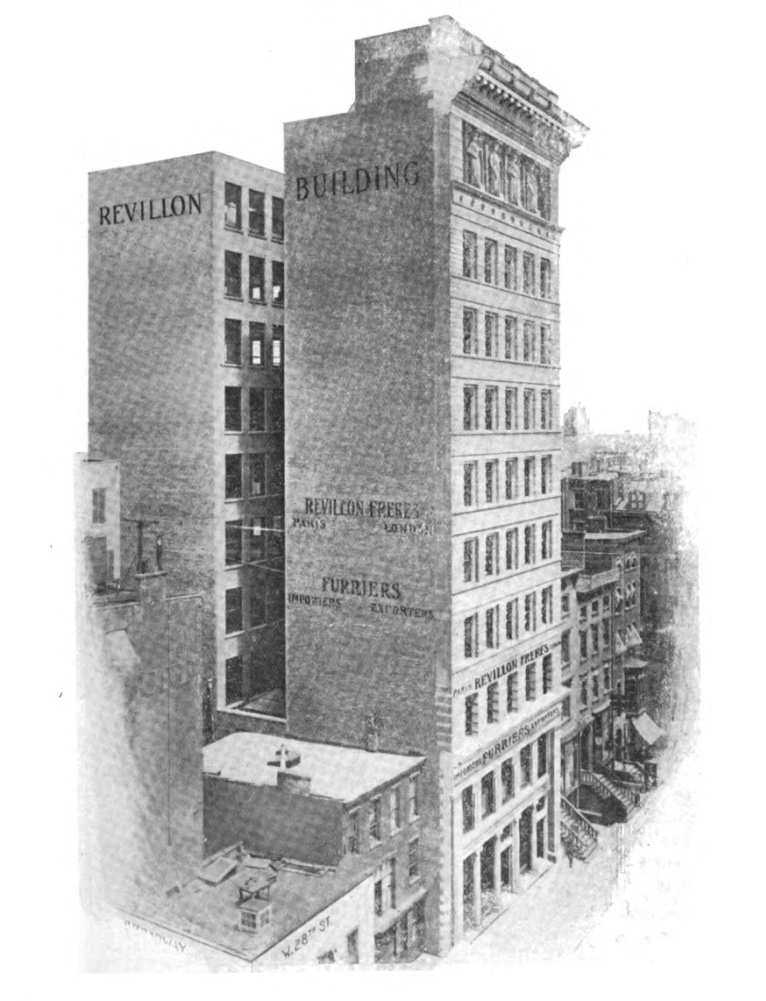
Revillon Frères, Geschäftshaus in New York (erbaut 1897)

Die USA mit Alaska und besonders Kanada sind Länder mit hohem Anfall an Edelfellen für den Export und klimatisch bedingtem hohem Gebrauch von Pelzbekleidung. Trotzdem kam Kanada, abgesehen von Exporten in die USA, erst nach dem Zweiten Weltkrieg mit eigener Pelzkonfektion erkennbar auf den Weltmarkt.
- Motty Eitingon

„Motty“ Eitingon (* 1885 in Orscha; † 28. Juli 1956 in New York) war ein bedeutender Pelzgroßhändler. Er kam aus Russland über Leipzig nach New York. In den 1920er bis in die 1930er Jahre war Eitingon Schild & Co., Inc. New York eine der weltgrößten Firmen des Pelzgroßhandels und die größte der Vereinigten Staaten. Ende 1925 kauften durch Importe des Unternehmens amerikanische Frauen „mehr sibirische Pelze als der Rest der Welt zusammen“. Motty Eitingon wurde als der Mann beschrieben, der Millionen machte und Millionen verlor.
Im Jahr 1929 schloss die Eitingon Schild & Co. mit Russland einen Kontrakt über die Lieferung von Rauchwaren im Wert von 16 Millionen Dollar ab. Im Jahr darauf gab die Firma bekannt, dass sie sämtliche angebotenen russischen Zobelfelle übernehmen würde. Im Februar 1931 einigte man sich auf den Kauf im Wert von 50 Millionen Dollar zum Verkauf in Amerika und Europa, den Hauptteil der russischen Rauchwarenernte, „wahrscheinlich der größte Kontrakt seiner Art, den im Handel jemand getätigt hatte“. Mit dem Zweiten Weltkrieg und dem Rückgang der Nachfrage nach Luxuspelzen gerieten seine Unternehmen jedoch wiederholt in Schwierigkeiten. Im Jahr 1946 wollte Motty noch einmal zu voller früherer Größe aufsteigen. Diesmal nicht im hochwertigen Genre, sondern mit einem Massenprodukt der Pelzbranche, Konfektion aus Lammfell. Gegen Ende des Krieges hatte er schon einiges Lammfell eingekauft, einen Artikel, der für Militärkleidung sehr gefragt war. Er stellte den Pelz mit seinem Partner Monya den Amerikanern und vor allem Amerikanerinnen unter dem neuen Namen „Bonmouton“ vor, („Bonmouton - Eitingon dyed lamb“), „ein Lammfell, das mit keinem anderen vergleichbar ist“. Das wohl dem bisherigen Biberlamm ähnlich oder gleich veredelte Schaffell wurde mit einer halben Million Dollar Kosten beworben und bekam auch wirklich das erhoffte erhebliche positive Presseecho.
Motty Eitingon beabsichtigte die größte Nachfrage zu erzeugen, die je eine Branche der USA gesehen hatte. Er ging davon aus, dass von 40 Millionen Frauen, die sich jedes Jahr irgendeine Art Mantel kaufen, 15 Millionen Bonmoutons und andere Lammpelze kaufen würden – 75-mal so viel wie bisher. Mehr oder weniger wurde dies sogar wahr. Nach der positiven Presse, auch die New York Times war beeindruckt, lief die Produktion in Bristol zügig an. Aber es reichte nicht, insbesondere nicht zur fristgerechten Ablösung der kurzfristigen Kredite, und Ende 1946 meldete man für die Motty Eitingon Inc. Konkurs an. Auch hatte es Probleme mit der für die beauftragten Firmen neuen Pelzveredlung gegeben, nicht alle Fellpartien erreichten eine akzeptable Qualität. Die Errichtung von eigenen Produktionsstätten und die Lagerhaltung verschlangen letztlich 2 Millionen Dollar. Als erstes nach dem Krieg in finanzielle Schwierigkeiten geratenes amerikanisches Unternehmen fand dieser Fall große mediale Aufmerksamkeit.
- Amsel & Amsel Furs Corp., Toronto[105]
- Annis Furs, Detroit
- Grosvenor, Montreal[106]
- Ben Kahn, New York, Filiale in Genf[107]